# Llista de topònims d'Arbúcies
Llista de topònims (noms propis de lloc) del municipi d'Arbúcies, a la Selva
Informació actualitzada per un bot. Els canvis manuals es perdran quan s'actualitzi!

## aqüeducte
| imatge | Nom                     | Ubicat a | instància de | Detalls                     | coordenades                                                            | Protecció                                  | Commons (més fotos) | Dades a WD                    |
| ------ | ----------------------- | -------- | ------------ | --------------------------- | ---------------------------------------------------------------------- | ------------------------------------------ | ------------------- | ----------------------------- |
|        | Aqüeducte d'Arbúcies    | Arbúcies | aqüeducte    | Estil: arquitectura popular | 41° 49′ 12″ N, 2° 29′ 38″ E / 41.819943°N,2.493998°E                   | bé integrant del patrimoni cultural català |                     | Modifica les dades a Wikidata |
|        | Aqüeducte d'Arbúcies II | Arbúcies | aqüeducte    | Estil: arquitectura popular | 41° 49′ 12″ N, 2° 29′ 39″ E / 41.81997222222222°N,2.4940555555555557°E | bé integrant del patrimoni cultural català |                     | Modifica les dades a Wikidata |

## arbre singular
| imatge | Nom                              | Ubicat a | instància de   | Detalls                                                                       | coordenades                                                                     | Protecció        | Commons (més fotos)              | Dades a WD                    |
| ------ | -------------------------------- | -------- | -------------- | ----------------------------------------------------------------------------- | ------------------------------------------------------------------------------- | ---------------- | -------------------------------- | ----------------------------- |
|        | arbre de la Llibertat d'Arbúcies | Arbúcies | arbre singular | Taxon: plàtan (Platanus ×hispanica) Ample: 18.3m Alt: 13m Perímetre: 3.35m    | 41° 48′ 58″ N, 2° 30′ 51″ E / 41.8161°N,2.51417°E ca:Plaça de la Vila 290 msnm  | arbre monumental | Arbre de la Llibertat d'Arbúcies | Modifica les dades a Wikidata |
|        | càdec del Boixaus                | Arbúcies | arbre singular | Taxon: càdec (Juniperus oxycedrus) Ample: 13.5m Alt: 11m Perímetre: 2.6m      | 41° 48′ 44″ N, 2° 27′ 27″ E / 41.81221°N,2.45738°E ca:el Boixaus 772 msnm       | arbre monumental | Càdec del Boixaus                | Modifica les dades a Wikidata |
|        | magnòlia del Roquer              | Arbúcies | arbre singular | Taxon: magnòlia (Magnolia grandiflora) Ample: 10.8m Alt: 16m Perímetre: 3.98m | 41° 49′ 03″ N, 2° 30′ 52″ E / 41.81755°N,2.51446°E ca:Jardí del Roquer 294 msnm | arbre monumental | Magnòlia del Roquer              | Modifica les dades a Wikidata |

## cabana
| imatge | Nom                               | Ubicat a | instància de | Detalls | coordenades                                                         | Protecció | Commons (més fotos) | Dades a WD                    |
| ------ | --------------------------------- | -------- | ------------ | ------- | ------------------------------------------------------------------- | --------- | ------------------- | ----------------------------- |
|        | barraca d'en Xicola               | Arbúcies | cabana       |         | 41° 48′ 40″ N, 2° 32′ 02″ E / 41.811179609608°N,2.53399930060362°E  |           |                     | Modifica les dades a Wikidata |
|        | corral d'en Vidal                 | Arbúcies | cabana       |         | 41° 48′ 06″ N, 2° 27′ 14″ E / 41.8017299729826°N,2.45394699378669°E |           |                     | Modifica les dades a Wikidata |
|        | corral de la Casa Nova d'en Crous | Arbúcies | cabana       |         | 41° 48′ 50″ N, 2° 24′ 57″ E / 41.8137733339804°N,2.41572728002059°E |           |                     | Modifica les dades a Wikidata |
|        | corral del Mataró                 | Arbúcies | cabana       |         | 41° 50′ 59″ N, 2° 25′ 49″ E / 41.8498102406848°N,2.43014422399761°E |           |                     | Modifica les dades a Wikidata |

## casa
| imatge | Nom              | Ubicat a | instància de | Detalls                                                              | coordenades                                                                                                   | Protecció                                  | Commons (més fotos)         | Dades a WD                    |
| ------ | ---------------- | -------- | ------------ | -------------------------------------------------------------------- | --- | ------------------------------------------ | --------------------------- | ----------------------------- |
|        | Ca l'Ayats       | Arbúcies | casa         | Estil: neoclassicisme                                                | 41° 48′ 57″ N, 2° 31′ 10″ E / 41.81594°N,2.51939°E ca:Pietat, 55                                              | bé integrant del patrimoni cultural català |                             | Modifica les dades a Wikidata |
|        | Can Badés        | Arbúcies | casa         | Estil: arquitectura eclèctica                                        | 41° 49′ 06″ N, 2° 30′ 26″ E / 41.81828°N,2.50723°E                                                            | bé integrant del patrimoni cultural català | Can Badés (Arbúcies)        | Modifica les dades a Wikidata |
|        | Can Bosch        | Arbúcies | casa         | Arquitecte: Joan Amigó i Barriga Estil: arquitectura modernista 1907 | 41° 48′ 56″ N, 2° 30′ 59″ E / 41.815468°N,2.516448°E ca:Carrer Camprodon, 59                                  |                                            |                             | Modifica les dades a Wikidata |
|        | Can Delfí        | Arbúcies | casa         | Estil: arquitectura eclèctica                                        | 41° 49′ 01″ N, 2° 30′ 51″ E / 41.81701°N,2.51427°E                                                            | bé integrant del patrimoni cultural català | Can Delfí (Arbúcies)        | Modifica les dades a Wikidata |
|        | Can Rinsa        | Arbúcies | casa         |                                                                      | 41° 48′ 58″ N, 2° 30′ 52″ E / 41.81602777777778°N,2.514388888888889°E ca:Pl. de la Vila, veïnat de la Plaça   | bé integrant del patrimoni cultural català | Can Rinsa (Arbúcies)        | Modifica les dades a Wikidata |
|        | Can Torrent      | Arbúcies | casa         | Estil: arquitectura eclèctica                                        | 41° 48′ 54″ N, 2° 30′ 50″ E / 41.815022222222225°N,2.513988888888889°E ca:C. del Vern, 21, veïnat del Castell | bé integrant del patrimoni cultural català |                             | Modifica les dades a Wikidata |
|        | Can Vicent Bosch | Arbúcies | casa         | Estil: arquitectura modernista 1907                                  | 41° 48′ 56″ N, 2° 30′ 59″ E / 41.815555555556°N,2.5163888888889°E ca:Carrer Camprodon, 59                     | bé integrant del patrimoni cultural català | Can Vicent Bosch (Arbúcies) | Modifica les dades a Wikidata |
|        | Can Xacris       | Arbúcies | casa         | Estil: academicisme                                                  | 41° 49′ 01″ N, 2° 30′ 53″ E / 41.816944444444445°N,2.5145833333333334°E ca:Santiago Geli, 2                   | bé integrant del patrimoni cultural català | Can Xacris (Arbúcies)       | Modifica les dades a Wikidata |
|        | Granja Royal     | Arbúcies | casa         | Estil: arquitectura modernista noucentisme                           | 41° 48′ 57″ N, 2° 30′ 56″ E / 41.81587°N,2.5156°E ca:Carrer Camprodon, 35                                     | bé integrant del patrimoni cultural català | Granja Royal (Arbúcies)     | Modifica les dades a Wikidata |
|        | can Lleonart     | Arbúcies | casa         | Estil: arquitectura popular 16th century                             | 41° 48′ 56″ N, 2° 30′ 47″ E / 41.81565°N,2.51315°E ca:Carfrer Damunt, 1 294 msnm                              | bé integrant del patrimoni cultural català | Can Lleonart (Arbúcies)     | Modifica les dades a Wikidata |
|        | can Riera        | Arbúcies | casa         | Estil: arquitectura popular 17th century                             | 41° 48′ 58″ N, 2° 30′ 52″ E / 41.81618°N,2.51436°E ca:Pl. de la Vila, 2, veïnat de la Plaça 289 msnm          | bé integrant del patrimoni cultural català | Can Riera (Arbúcies)        | Modifica les dades a Wikidata |
|        | el Roquer        | Arbúcies | casa         | Estil: academicisme                                                  | 41° 49′ 02″ N, 2° 30′ 52″ E / 41.81716°N,2.51447°E ca:Dr. Santiago Geli, 1                                    | bé integrant del patrimoni cultural català | El Roquer (Arbúcies)        | Modifica les dades a Wikidata |
|        | hostal Nou       | Arbúcies | casa         | Estil: gòtic tardà arquitectura popular 16th century                 | 41° 48′ 57″ N, 2° 30′ 49″ E / 41.81583°N,2.51357°E ca:C. Major, 12, veïnat de la Plaça 293 msnm               | bé integrant del patrimoni cultural català | Hostal Nou (Arbúcies)       | Modifica les dades a Wikidata |
|        | la Farmàcia      | Arbúcies | casa         | Estil: noucentisme 20th century                                      | 41° 48′ 56″ N, 2° 30′ 56″ E / 41.81567°N,2.5156°E ca:C. Camprodon, 22, veïnat de la Carretera 284 msnm        | bé integrant del patrimoni cultural català | La Farmàcia (Arbúcies)      | Modifica les dades a Wikidata |
|        | les Magnòlies    | Arbúcies | casa         | Estil: arquitectura eclèctica                                        | 41° 49′ 08″ N, 2° 30′ 30″ E / 41.81877°N,2.50828°E ca:Passeig Mn. Anton Serres, 7                             | bé integrant del patrimoni cultural català | Les Magnòlies (Arbúcies)    | Modifica les dades a Wikidata |

## collada
| imatge | Nom                 | Ubicat a                         | instància de | Detalls | coordenades                                                                      | Protecció | Commons (més fotos) | Dades a WD                    |
| ------ | ------------------- | -------------------------------- | ------------ | ------- | -------------------------------------------------------------------------------- | --------- | ------------------- | ----------------------------- |
|        | coll Castellar      | Arbúcies Sant Feliu de Buixalleu | collada      |         | 41° 46′ 59″ N, 2° 32′ 06″ E / 41.78314444°N,2.53489778°E                         |           |                     | Modifica les dades a Wikidata |
|        | coll de Sant Marçal | Viladrau Arbúcies Montseny       | collada      |         | 41° 48′ 17″ N, 2° 25′ 08″ E / 41.80460238581173°N,2.4187842240534856°E 1100 msnm |           | Coll de Sant Marçal | Modifica les dades a Wikidata |

## curs d'aigua
| imatge | Nom               | Ubicat a                                   | instància de | Detalls                     | coordenades                                                                                               | Protecció | Commons (més fotos)   | Dades a WD                    |
| ------ | ----------------- | ------------------------------------------ | ------------ | --------------------------- | --- | --------- | --------------------- | ----------------------------- |
|        | riera d'Arbúcies  | Sant Feliu de Buixalleu Arbúcies Hostalric | curs d'aigua | Desemboca: la Tordera       | 41° 48′ 23″ N, 2° 24′ 46″ E / 41.806291°N,2.412662°E 41° 43′ 53″ N, 2° 37′ 34″ E / 41.73148°N,2.626234°E  |           | Parc Riera d'Arbúcies | Modifica les dades a Wikidata |
|        | riera de Riudecòs | Arbúcies Sant Hilari Sacalm                | curs d'aigua | Desemboca: riera d'Arbúcies | 41° 51′ 56″ N, 2° 30′ 23″ E / 41.865557°N,2.506323°E 41° 47′ 46″ N, 2° 33′ 03″ E / 41.796189°N,2.550951°E |           | Riera de Riudecòs     | Modifica les dades a Wikidata |

## edifici
| imatge | Nom                                      | Ubicat a | instància de | Detalls                                  | coordenades | Protecció                                  | Commons (més fotos)                                 | Dades a WD                    |
| ------ | ---------------------------------------- | -------- | ------------ | ---------------------------------------- | --- | ------------------------------------------ | --------------------------------------------------- | ----------------------------- |
|        | Col·legi Vedruna d'Arbúcies              | Arbúcies | edifici      | Estil: arquitectura popular              | 41° 49′ 02″ N, 2° 30′ 58″ E / 41.81734°N,2.51602°E ca:c. de Magnes, 3, 17401 Arbúcies                                 | bé integrant del patrimoni cultural català | Col·legi Vedruna d'Arbúcies                         | Modifica les dades a Wikidata |
|        | Dipòsit circular                         | Arbúcies | edifici      | Estil: arquitectura popular              | | bé integrant del patrimoni cultural català |                                                     | Modifica les dades a Wikidata |
|        | Edifici La Gabella                       | Arbúcies | edifici      | Estil: arquitectura popular 17th century | 41° 48′ 58″ N, 2° 30′ 50″ E / 41.81602°N,2.513771°E                                                                   | bé integrant del patrimoni cultural català | La Gabella                                          | Modifica les dades a Wikidata |
|        | Forn de Rajols del Marcús                | Arbúcies | edifici      | Estil: arquitectura popular              | 41° 49′ 07″ N, 2° 29′ 26″ E / 41.81864°N,2.49065°E                                                                    | bé integrant del patrimoni cultural català |                                                     | Modifica les dades a Wikidata |
|        | Hostal Parc                              | Arbúcies | edifici      | Estil: arquitectura eclèctica            | 41° 49′ 08″ N, 2° 30′ 28″ E / 41.81881°N,2.5079°E                                                                     | bé integrant del patrimoni cultural català | Hostal Parc (Arbúcies)                              | Modifica les dades a Wikidata |
|        | Hotel Montsoriu                          | Arbúcies | edifici      | Estil: neoclassicisme                    | 41° 48′ 51″ N, 2° 31′ 06″ E / 41.81415°N,2.51844°E                                                                    | bé integrant del patrimoni cultural català | Hotel Montsoriu (Arbúcies)                          | Modifica les dades a Wikidata |
|        | Hotel d'Entitats                         | Arbúcies | edifici      | Estil: neoclassicisme                    | 41° 49′ 04″ N, 2° 30′ 45″ E / 41.81785°N,2.51246°E                                                                    | bé integrant del patrimoni cultural català | Hotel d'Entitats (Arbúcies)                         | Modifica les dades a Wikidata |
|        | Residència de les Germanes Hospitalàries | Arbúcies | edifici      | Estil: academicisme                      | 41° 49′ 03″ N, 2° 30′ 54″ E / 41.81746°N,2.51504°E ca:Plaça Doctor Turón, 3-5                                         | bé integrant del patrimoni cultural català | Residència de les Germanes Hospitalàries (Arbúcies) | Modifica les dades a Wikidata |
|        | Taula dels Tres Bisbes                   | Arbúcies | edifici      | Estil: arquitectura popular              | 41° 48′ 16″ N, 2° 25′ 06″ E / 41.8044824479708°N,2.41833965221618°E ca:Ctra. BV-5114 a Sant Marçal, km 28,5 1105 msnm | bé integrant del patrimoni cultural català | Taula dels Tres Bisbes                              | Modifica les dades a Wikidata |
|        | la Caixa de Pensions                     | Arbúcies | edifici      | Estil: academicisme 20th century         | 41° 48′ 56″ N, 2° 30′ 56″ E / 41.81567°N,2.5156°E ca:C. Camprodon, 28, veïnat de la Carretera 284 msnm                | bé integrant del patrimoni cultural català | La Caixa de Pensions (Arbúcies)                     | Modifica les dades a Wikidata |
|        | la Farga                                 | Arbúcies | edifici      | Estil: arquitectura popular 19th century | 41° 49′ 05″ N, 2° 30′ 38″ E / 41.81799°N,2.51058°E ca:C. Folgueroles - pg. Mn. Anton Serres 297 msnm                  | bé integrant del patrimoni cultural català | La Farga (Arbúcies)                                 | Modifica les dades a Wikidata |

## entitat singular de població
| imatge | Nom                   | Ubicat a | instància de                                                                   | Detalls  | coordenades | Protecció | Commons (més fotos) | Dades a WD                    |
| ------ | --------------------- | -------- | ------------------------------------------------------------------------------ | -------- | --- | --------- | ------------------- | ----------------------------- |
|        | Arbúcies              | Arbúcies | entitat singular de població ens local històric de Catalunya capital municipal | 5148 hab | 41° 48′ 58″ N, 2° 30′ 49″ E / 41.8160888°N,2.51366963°E 287 msnm                                                    |           |                     | Modifica les dades a Wikidata |
|        | Joanet                | Arbúcies | entitat singular de població ens local històric de Catalunya                   | 55 hab   | 41° 50′ 38″ N, 2° 31′ 40″ E / 41.844006°N,2.527875°E ca:Trencall des de la crtra. d'Arbúcies a Sant Hilari 530 msnm |           | Joanet (Arbúcies)   | Modifica les dades a Wikidata |
|        | Santa Maria de Lliors | Arbúcies | entitat singular de població                                                   | 263 hab  | 41° 49′ 23″ N, 2° 26′ 07″ E / 41.823181535876°N,2.4353435466236°E 639 msnm                                          |           |                     | Modifica les dades a Wikidata |
|        | el Mataró             | Arbúcies | entitat singular de població ens local històric de Catalunya                   | 12 hab   | 41° 50′ 38″ N, 2° 25′ 58″ E / 41.84388439481°N,2.4327525209459°E 811 msnm                                           |           |                     | Modifica les dades a Wikidata |
|        | el Rieral             | Arbúcies | entitat singular de població                                                   | 314 hab  | 41° 49′ 06″ N, 2° 32′ 20″ E / 41.818239962371°N,2.5389339811718°E 293 msnm                                          |           |                     | Modifica les dades a Wikidata |
|        | el Vidal              | Arbúcies | entitat singular de població                                                   | 707 hab  | 41° 48′ 23″ N, 2° 28′ 52″ E / 41.806284994206°N,2.4812367445827°E 813 msnm                                          |           |                     | Modifica les dades a Wikidata |
|        | la Geneta             | Arbúcies | entitat singular de població                                                   | 56 hab   | 41° 47′ 31″ N, 2° 31′ 16″ E / 41.792046991472°N,2.5210685537016°E 308.084 msnm                                      |           |                     | Modifica les dades a Wikidata |

## església
| imatge | Nom                                 | Ubicat a           | instància de    | Detalls                           | coordenades                                                                                              | Protecció                                  | Commons (més fotos)                               | Dades a WD                    |
| ------ | ----------------------------------- | ------------------ | --------------- | --------------------------------- | --- | ------------------------------------------ | ------------------------------------------------- | ----------------------------- |
|        | Ermita del Nen Jesús de Praga       | Arbúcies           | església ermita | Estil: historicisme arquitectònic | 41° 52′ 12″ N, 2° 31′ 36″ E / 41.86998°N,2.5266°E                                                        | bé integrant del patrimoni cultural català | Ermita del Nen Jesús de Praga                     | Modifica les dades a Wikidata |
|        | Mare de Déu de la Pietat d'Arbúcies | Arbúcies           | església        | Estil: historicisme arquitectònic | 41° 48′ 56″ N, 2° 31′ 10″ E / 41.81558°N,2.51933°E                                                       | bé integrant del patrimoni cultural català | Capella de la Mare de Déu de la Pietat (Arbúcies) | Modifica les dades a Wikidata |
|        | Sant Cristòfol de Cerdans           | Arbúcies el Mataró | església        | Estil: arquitectura romànica      | 41° 50′ 33″ N, 2° 25′ 51″ E / 41.84263°N,2.4308°E 827 msnm                                               | bé integrant del patrimoni cultural català | Sant Cristòfol de Cerdans                         | Modifica les dades a Wikidata |
|        | Sant Mateu de Joanet                | Arbúcies Joanet    | església        |                                   | 41° 50′ 38″ N, 2° 31′ 39″ E / 41.84397°N,2.52748°E                                                       | bé integrant del patrimoni cultural català | Sant Mateu de Joanet                              | Modifica les dades a Wikidata |
|        | Sant Pere Desplà                    | Arbúcies           | església        | Estil: arquitectura romànica      | 41° 50′ 29″ N, 2° 28′ 28″ E / 41.84152°N,2.47451°E ca:Crtra. antiga d'Arbúcies a Viladrau, km 7 827 msnm | bé integrant del patrimoni cultural català | Església de Sant Pere Desplà                      | Modifica les dades a Wikidata |
|        | Sant Quirze d'Arbúcies              | Arbúcies           | església        | Estil: gòtic tardà                | 41° 48′ 59″ N, 2° 30′ 50″ E / 41.81625°N,2.513888888888889°E                                             | bé integrant del patrimoni cultural català | Sant Quirze d'Arbúcies                            | Modifica les dades a Wikidata |
|        | Santa Maria de Lliors               | Arbúcies           | església        | Estil: arquitectura romànica      | 41° 49′ 22″ N, 2° 26′ 09″ E / 41.82267°N,2.43595°E                                                       | bé integrant del patrimoni cultural català | Santa Maria de Lliors                             | Modifica les dades a Wikidata |

## font
| imatge | Nom                             | Ubicat a | instància de | Detalls                     | coordenades                                                            | Protecció                                  | Commons (més fotos)             | Dades a WD                    |
| ------ | ------------------------------- | -------- | ------------ | --------------------------- | ---------------------------------------------------------------------- | ------------------------------------------ | ------------------------------- | ----------------------------- |
|        | Font pica de la plaça de Joanet | Arbúcies | font         | Estil: arquitectura popular | 41° 50′ 37″ N, 2° 31′ 41″ E / 41.84355°N,2.528°E                       | bé integrant del patrimoni cultural català | Font pica de la plaça de Joanet | Modifica les dades a Wikidata |
|        | Fontalegre                      | Arbúcies | font         | 1973                        | 41° 50′ 41″ N, 2° 25′ 30″ E / 41.844611111111114°N,2.424888888888889°E |                                            |                                 | Modifica les dades a Wikidata |
|        | font del Nespler                | Arbúcies | font         |                             | 41° 50′ 17″ N, 2° 26′ 53″ E / 41.8379277952119°N,2.44809907719844°E    |                                            |                                 | Modifica les dades a Wikidata |
|        | fonts de bomba d'Arbúcies       | Arbúcies | font         | Estil: arquitectura popular | 41° 48′ 59″ N, 2° 30′ 58″ E / 41.81627°N,2.51618°E                     | bé integrant del patrimoni cultural català | Fonts d'Arbúcies                | Modifica les dades a Wikidata |

## granja
| imatge | Nom                   | Ubicat a | instància de | Detalls | coordenades                                                         | Protecció | Commons (més fotos) | Dades a WD                    |
| ------ | --------------------- | -------- | ------------ | ------- | ------------------------------------------------------------------- | --------- | ------------------- | ----------------------------- |
|        | Granja d'en Pujals    | Arbúcies | granja       |         | 41° 50′ 41″ N, 2° 31′ 54″ E / 41.8447296755984°N,2.53162388448455°E |           |                     | Modifica les dades a Wikidata |
|        | Granja de Can Cames   | Arbúcies | granja       |         | 41° 50′ 38″ N, 2° 31′ 21″ E / 41.8440257429258°N,2.52253481048262°E |           |                     | Modifica les dades a Wikidata |
|        | Granja de Can Garriga | Arbúcies | granja       |         | 41° 49′ 39″ N, 2° 29′ 36″ E / 41.8275444576318°N,2.49340675423927°E |           |                     | Modifica les dades a Wikidata |

## masia
| imatge | Nom                         | Ubicat a | instància de  | Detalls                                                             | coordenades | Protecció                                  | Commons (més fotos)               | Dades a WD                    |
| ------ | --------------------------- | -------- | ------------- | ------------------------------------------------------------------- | --- | ------------------------------------------ | --------------------------------- | ----------------------------- |
|        | Arimells                    | Arbúcies | masia         |                                                                     | 41° 48′ 45″ N, 2° 25′ 23″ E / 41.81239722°N,2.4231°E 925 msnm                                                             |                                            |                                   | Modifica les dades a Wikidata |
|        | Ca l'Aimeric                | Arbúcies | masia         |                                                                     | 41° 50′ 47″ N, 2° 31′ 21″ E / 41.8463317324522°N,2.52258993943688°E                                                       |                                            |                                   | Modifica les dades a Wikidata |
|        | Ca l'Astorí                 | Arbúcies | masia         |                                                                     | 41° 47′ 43″ N, 2° 32′ 06″ E / 41.7952505977744°N,2.53505352634591°E                                                       |                                            |                                   | Modifica les dades a Wikidata |
|        | Ca l'Esturi                 | Arbúcies | masia         |                                                                     | 41° 47′ 54″ N, 2° 32′ 15″ E / 41.7982866609058°N,2.53746300353097°E                                                       |                                            |                                   | Modifica les dades a Wikidata |
|        | Ca l'Iglésies               | Arbúcies | masia         | Estil: arquitectura popular                                         | 41° 50′ 39″ N, 2° 31′ 33″ E / 41.8441°N,2.52583°E                                                                         | bé integrant del patrimoni cultural català |                                   | Modifica les dades a Wikidata |
|        | Ca l'Ocell                  | Arbúcies | masia         |                                                                     | 41° 48′ 36″ N, 2° 30′ 44″ E / 41.809999701603°N,2.51230165953219°E                                                        |                                            |                                   | Modifica les dades a Wikidata |
|        | Ca la Cistellera            | Arbúcies | masia         |                                                                     | 41° 49′ 40″ N, 2° 29′ 49″ E / 41.827874667436°N,2.49681211443185°E                                                        |                                            |                                   | Modifica les dades a Wikidata |
|        | Ca la Gila                  | Arbúcies | masia         |                                                                     | 41° 49′ 35″ N, 2° 29′ 54″ E / 41.8264399335566°N,2.49826838988463°E                                                       |                                            |                                   | Modifica les dades a Wikidata |
|        | Ca n'Aulet                  | Arbúcies | masia         | Estil: arquitectura popular                                         | 41° 50′ 25″ N, 2° 30′ 49″ E / 41.840277777778°N,2.5136111111111°E ca:Joanet                                               | bé integrant del patrimoni cultural català |                                   | Modifica les dades a Wikidata |
|        | Ca n'Illa                   | Arbúcies | masia         |                                                                     | 41° 50′ 47″ N, 2° 30′ 30″ E / 41.8464246277326°N,2.50831502761147°E                                                       |                                            |                                   | Modifica les dades a Wikidata |
|        | Cal Bergit                  | Arbúcies | masia         |                                                                     | 41° 48′ 07″ N, 2° 30′ 02″ E / 41.801960336061°N,2.50061410131592°E                                                        |                                            |                                   | Modifica les dades a Wikidata |
|        | Cal Carbasser               | Arbúcies | masia         |                                                                     | 41° 51′ 17″ N, 2° 25′ 24″ E / 41.8547203851143°N,2.42320958760078°E                                                       |                                            |                                   | Modifica les dades a Wikidata |
|        | Cal Carrillo                | Arbúcies | masia         |                                                                     | 41° 49′ 42″ N, 2° 27′ 53″ E / 41.8282705552353°N,2.46483658814072°E                                                       |                                            |                                   | Modifica les dades a Wikidata |
|        | Cal Coco                    | Arbúcies | masia         |                                                                     | 41° 50′ 58″ N, 2° 32′ 20″ E / 41.8494429399141°N,2.53896185637181°E                                                       |                                            |                                   | Modifica les dades a Wikidata |
|        | Cal Cucut                   | Arbúcies | masia         |                                                                     | 41° 48′ 07″ N, 2° 31′ 44″ E / 41.8018097697379°N,2.52893926341571°E                                                       |                                            |                                   | Modifica les dades a Wikidata |
|        | Cal Frare                   | Arbúcies | masia         |                                                                     | 41° 49′ 22″ N, 2° 28′ 23″ E / 41.8228870171019°N,2.47318993968936°E                                                       |                                            |                                   | Modifica les dades a Wikidata |
|        | Cal Fuster                  | Arbúcies | masia         | Estil: arquitectura popular                                         | 41° 50′ 36″ N, 2° 31′ 41″ E / 41.84344°N,2.52802°E                                                                        | bé integrant del patrimoni cultural català |                                   | Modifica les dades a Wikidata |
|        | Cal Fuster de l'Olivar      | Arbúcies | masia         |                                                                     | 41° 49′ 45″ N, 2° 28′ 20″ E / 41.8291067359131°N,2.4723080157229°E                                                        |                                            |                                   | Modifica les dades a Wikidata |
|        | Cal Gall                    | Arbúcies | masia         |                                                                     | 41° 48′ 40″ N, 2° 30′ 55″ E / 41.8110029164809°N,2.51524363360349°E                                                       |                                            |                                   | Modifica les dades a Wikidata |
|        | Cal Llop                    | Arbúcies | masia         |                                                                     | 41° 51′ 41″ N, 2° 32′ 10″ E / 41.861461653031°N,2.5362139168616°E                                                         |                                            |                                   | Modifica les dades a Wikidata |
|        | Cal Mosso                   | Arbúcies | masia         |                                                                     | 41° 50′ 59″ N, 2° 31′ 31″ E / 41.8497198917901°N,2.52514267247238°E                                                       |                                            |                                   | Modifica les dades a Wikidata |
|        | Cal Reig                    | Arbúcies | masia         |                                                                     | 41° 49′ 31″ N, 2° 28′ 09″ E / 41.8253277932184°N,2.46925634902721°E                                                       |                                            |                                   | Modifica les dades a Wikidata |
|        | Cal Sastre Serra            | Arbúcies | masia         |                                                                     | 41° 49′ 35″ N, 2° 28′ 22″ E / 41.8263799610656°N,2.47281208759537°E                                                       |                                            |                                   | Modifica les dades a Wikidata |
|        | Cal Traguitxo               | Arbúcies | masia         | Estil: arquitectura popular                                         | 41° 48′ 06″ N, 2° 27′ 15″ E / 41.80157°N,2.45407°E                                                                        | bé integrant del patrimoni cultural català |                                   | Modifica les dades a Wikidata |
|        | Cal Trumfo                  | Arbúcies | masia         |                                                                     | 41° 49′ 58″ N, 2° 29′ 24″ E / 41.8328797121668°N,2.49005280351366°E                                                       |                                            |                                   | Modifica les dades a Wikidata |
|        | Cal Vigilant                | Arbúcies | masia         |                                                                     | 41° 51′ 03″ N, 2° 32′ 35″ E / 41.85089972°N,2.54307778°E 525 msnm                                                         |                                            |                                   | Modifica les dades a Wikidata |
|        | Cal Xiquet                  | Arbúcies | masia         |                                                                     | 41° 49′ 16″ N, 2° 27′ 47″ E / 41.8211827540857°N,2.4630412931099°E                                                        |                                            |                                   | Modifica les dades a Wikidata |
|        | Can Bacallà Nou             | Arbúcies | masia         |                                                                     | 41° 48′ 32″ N, 2° 31′ 42″ E / 41.8089860102003°N,2.52838106695795°E                                                       |                                            |                                   | Modifica les dades a Wikidata |
|        | Can Banyeres                | Arbúcies | masia         |                                                                     | 41° 50′ 03″ N, 2° 29′ 26″ E / 41.834248253798°N,2.4906456775154°E                                                         |                                            |                                   | Modifica les dades a Wikidata |
|        | Can Barnic                  | Arbúcies | masia         |                                                                     | 41° 48′ 48″ N, 2° 29′ 14″ E / 41.8133398697268°N,2.48716181722002°E                                                       |                                            |                                   | Modifica les dades a Wikidata |
|        | Can Bellveí                 | Arbúcies | masia         |                                                                     | 41° 49′ 25″ N, 2° 28′ 42″ E / 41.8236765875584°N,2.47844559550559°E                                                       |                                            |                                   | Modifica les dades a Wikidata |
|        | Can Bigues                  | Arbúcies | masia         |                                                                     | 41° 48′ 34″ N, 2° 30′ 46″ E / 41.809505869104°N,2.51266657030351°E                                                        |                                            |                                   | Modifica les dades a Wikidata |
|        | Can Bruix                   | Arbúcies | masia         |                                                                     | 41° 47′ 23″ N, 2° 32′ 27″ E / 41.7897882702308°N,2.54074952034097°E                                                       |                                            |                                   | Modifica les dades a Wikidata |
|        | Can Call del Rieral         | Arbúcies | masia         |                                                                     | 41° 48′ 43″ N, 2° 32′ 06″ E / 41.8120213762778°N,2.53501654098408°E                                                       |                                            |                                   | Modifica les dades a Wikidata |
|        | Can Camatort                | Arbúcies | masia         |                                                                     | 41° 49′ 32″ N, 2° 28′ 12″ E / 41.82566389°N,2.4699°E 281 msnm                                                             |                                            |                                   | Modifica les dades a Wikidata |
|        | Can Carcassa                | Arbúcies | masia         |                                                                     | 41° 49′ 20″ N, 2° 28′ 28″ E / 41.8223160576715°N,2.47438670135294°E                                                       |                                            |                                   | Modifica les dades a Wikidata |
|        | Can Casacremat              | Arbúcies | masia         |                                                                     | 41° 48′ 23″ N, 2° 30′ 48″ E / 41.8063737007943°N,2.51319591426582°E                                                       |                                            |                                   | Modifica les dades a Wikidata |
|        | Can Casadessús              | Arbúcies | masia         |                                                                     | 41° 48′ 44″ N, 2° 31′ 45″ E / 41.8121691635692°N,2.52928474677211°E                                                       |                                            |                                   | Modifica les dades a Wikidata |
|        | Can Caupenes                | Arbúcies | masia         |                                                                     | 41° 49′ 33″ N, 2° 28′ 12″ E / 41.8257°N,2.4699°E 448 msnm                                                                 |                                            |                                   | Modifica les dades a Wikidata |
|        | Can Costa                   | Arbúcies | masia         |                                                                     | 41° 48′ 14″ N, 2° 30′ 16″ E / 41.8038505011574°N,2.50447558798665°E                                                       |                                            |                                   | Modifica les dades a Wikidata |
|        | Can Dorca                   | Arbúcies | masia         |                                                                     | 41° 50′ 12″ N, 2° 27′ 21″ E / 41.83669167°N,2.45596667°E 545 msnm                                                         |                                            |                                   | Modifica les dades a Wikidata |
|        | Can Femella                 | Arbúcies | masia         |                                                                     | 41° 48′ 59″ N, 2° 27′ 38″ E / 41.8163343875258°N,2.46055337175833°E                                                       |                                            |                                   | Modifica les dades a Wikidata |
|        | Can Fontiguell              | Arbúcies | masia         |                                                                     | 41° 49′ 31″ N, 2° 28′ 34″ E / 41.825259899925°N,2.47604847315589°E                                                        |                                            |                                   | Modifica les dades a Wikidata |
|        | Can Francisco               | Arbúcies | masia         |                                                                     | 41° 50′ 01″ N, 2° 29′ 18″ E / 41.8336461358595°N,2.48821613005805°E                                                       |                                            |                                   | Modifica les dades a Wikidata |
|        | Can Francàs Nou             | Arbúcies | masia         |                                                                     | 41° 48′ 41″ N, 2° 30′ 45″ E / 41.8114689078845°N,2.51255537765507°E                                                       |                                            |                                   | Modifica les dades a Wikidata |
|        | Can Francàs Vell            | Arbúcies | masia         |                                                                     | 41° 48′ 38″ N, 2° 30′ 38″ E / 41.8104335512796°N,2.51054067329489°E                                                       |                                            |                                   | Modifica les dades a Wikidata |
|        | Can Furriol                 | Arbúcies | masia         |                                                                     | 41° 50′ 08″ N, 2° 31′ 17″ E / 41.8354466923853°N,2.52145442839935°E                                                       |                                            |                                   | Modifica les dades a Wikidata |
|        | Can Goita                   | Arbúcies | masia         |                                                                     | 41° 49′ 41″ N, 2° 31′ 01″ E / 41.8279607999869°N,2.51687389915432°E                                                       |                                            |                                   | Modifica les dades a Wikidata |
|        | Can Janet                   | Arbúcies | masia         |                                                                     | 41° 48′ 54″ N, 2° 29′ 06″ E / 41.8149153354387°N,2.48498207737165°E                                                       |                                            |                                   | Modifica les dades a Wikidata |
|        | Can Jaume Moragues          | Arbúcies | masia         |                                                                     | 41° 50′ 45″ N, 2° 29′ 35″ E / 41.8459706277602°N,2.49297232258901°E                                                       |                                            |                                   | Modifica les dades a Wikidata |
|        | Can Jep Vila                | Arbúcies | masia         |                                                                     | 41° 47′ 54″ N, 2° 32′ 26″ E / 41.7983800862264°N,2.54054374204137°E 233 msnm                                              |                                            |                                   | Modifica les dades a Wikidata |
|        | Can Joan Tomàs              | Arbúcies | masia         |                                                                     | 41° 49′ 34″ N, 2° 30′ 03″ E / 41.8261623737119°N,2.50071507364321°E                                                       |                                            |                                   | Modifica les dades a Wikidata |
|        | Can Joando                  | Arbúcies | masia         |                                                                     | 41° 50′ 42″ N, 2° 30′ 40″ E / 41.8451211342276°N,2.511011156788°E 451 msnm                                                |                                            |                                   | Modifica les dades a Wikidata |
|        | Can Joandó                  | Arbúcies | masia         | Estat: ruïnós                                                       | 41° 49′ 56″ N, 2° 29′ 10″ E / 41.8323398343686°N,2.4861310350554°E 588 msnm                                               |                                            |                                   | Modifica les dades a Wikidata |
|        | Can Lluís                   | Arbúcies | masia         |                                                                     | 41° 50′ 49″ N, 2° 31′ 28″ E / 41.8470505500501°N,2.52434329307639°E                                                       |                                            |                                   | Modifica les dades a Wikidata |
|        | Can Marc                    | Arbúcies | masia         |                                                                     | 41° 48′ 18″ N, 2° 30′ 20″ E / 41.804980843724°N,2.50551418330256°E                                                        |                                            |                                   | Modifica les dades a Wikidata |
|        | Can Matalàs                 | Arbúcies | masia         |                                                                     | 41° 49′ 59″ N, 2° 29′ 15″ E / 41.8329316100208°N,2.48754740171999°E                                                       |                                            |                                   | Modifica les dades a Wikidata |
|        | Can Mengol                  | Arbúcies | masia         |                                                                     | 41° 49′ 20″ N, 2° 28′ 32″ E / 41.8222226536741°N,2.47562770991276°E                                                       |                                            |                                   | Modifica les dades a Wikidata |
|        | Can Merla                   | Arbúcies | masia         |                                                                     | 41° 50′ 42″ N, 2° 29′ 16″ E / 41.8451012994911°N,2.48785984760586°E                                                       |                                            |                                   | Modifica les dades a Wikidata |
|        | Can Miquelic                | Arbúcies | masia         |                                                                     | 41° 49′ 40″ N, 2° 27′ 58″ E / 41.8279159534667°N,2.46605581126082°E                                                       |                                            |                                   | Modifica les dades a Wikidata |
|        | Can Mola                    | Arbúcies | masia         |                                                                     | 41° 50′ 47″ N, 2° 31′ 47″ E / 41.8465147070232°N,2.52982809005907°E                                                       |                                            |                                   | Modifica les dades a Wikidata |
|        | Can Molineric               | Arbúcies | masia         |                                                                     | 41° 49′ 27″ N, 2° 28′ 28″ E / 41.8240548208099°N,2.47448085462813°E                                                       |                                            |                                   | Modifica les dades a Wikidata |
|        | Can Mollera                 | Arbúcies | masia         |                                                                     | 41° 49′ 34″ N, 2° 30′ 23″ E / 41.8260069093404°N,2.50642415427884°E                                                       |                                            |                                   | Modifica les dades a Wikidata |
|        | Can Mundic                  | Arbúcies | masia         |                                                                     | 41° 49′ 01″ N, 2° 28′ 59″ E / 41.8168436955858°N,2.48317263740948°E                                                       |                                            |                                   | Modifica les dades a Wikidata |
|        | Can Nan Vila                | Arbúcies | masia         |                                                                     | 41° 50′ 24″ N, 2° 27′ 04″ E / 41.8399952462661°N,2.45099609042482°E                                                       |                                            |                                   | Modifica les dades a Wikidata |
|        | Can Nofre                   | Arbúcies | masia         |                                                                     | 41° 51′ 00″ N, 2° 31′ 31″ E / 41.8499992456115°N,2.5251767457451°E                                                        |                                            |                                   | Modifica les dades a Wikidata |
|        | Can Pagès                   | Arbúcies | masia         |                                                                     | 41° 48′ 52″ N, 2° 31′ 41″ E / 41.814370706209°N,2.52802853311805°E                                                        |                                            |                                   | Modifica les dades a Wikidata |
|        | Can Pairana                 | Arbúcies | masia         |                                                                     | 41° 48′ 50″ N, 2° 29′ 55″ E / 41.8138945215215°N,2.49854690559203°E                                                       |                                            |                                   | Modifica les dades a Wikidata |
|        | Can Pau Marc                | Arbúcies | masia         |                                                                     | 41° 48′ 25″ N, 2° 31′ 44″ E / 41.8068898281553°N,2.52897428171773°E                                                       |                                            |                                   | Modifica les dades a Wikidata |
|        | Can Pau Pla                 | Arbúcies | masia         |                                                                     | 41° 48′ 51″ N, 2° 29′ 08″ E / 41.8141433577024°N,2.4855661673694°E                                                        |                                            |                                   | Modifica les dades a Wikidata |
|        | Can Pau Torrent             | Arbúcies | masia         |                                                                     | 41° 49′ 15″ N, 2° 27′ 37″ E / 41.8209621153732°N,2.46016534426948°E                                                       |                                            |                                   | Modifica les dades a Wikidata |
|        | Can Pere Costa              | Arbúcies | masia         |                                                                     | 41° 49′ 24″ N, 2° 28′ 19″ E / 41.8232146206441°N,2.47195903190902°E                                                       |                                            |                                   | Modifica les dades a Wikidata |
|        | Can Pere Crous              | Arbúcies | masia         | Estil: arquitectura popular                                         | 41° 48′ 53″ N, 2° 29′ 01″ E / 41.81472°N,2.48356°E                                                                        | bé integrant del patrimoni cultural català |                                   | Modifica les dades a Wikidata |
|        | Can Pere Ponç               | Arbúcies | masia         |                                                                     | 41° 48′ 07″ N, 2° 30′ 09″ E / 41.8019054372418°N,2.50249236374709°E                                                       |                                            |                                   | Modifica les dades a Wikidata |
|        | Can Pere Vidal              | Arbúcies | masia         |                                                                     | 41° 48′ 07″ N, 2° 29′ 54″ E / 41.8018693114773°N,2.49832770130096°E                                                       |                                            |                                   | Modifica les dades a Wikidata |
|        | Can Pere Villaret           | Arbúcies | masia         |                                                                     | 41° 50′ 48″ N, 2° 27′ 16″ E / 41.846691348715°N,2.4544099415209°E                                                         |                                            |                                   | Modifica les dades a Wikidata |
|        | Can Perota                  | Arbúcies | masia         |                                                                     | 41° 49′ 48″ N, 2° 31′ 16″ E / 41.8299148231614°N,2.52106209552998°E                                                       |                                            |                                   | Modifica les dades a Wikidata |
|        | Can Petraques               | Arbúcies | masia         |                                                                     | 41° 49′ 54″ N, 2° 29′ 18″ E / 41.8317366891411°N,2.48821929747753°E                                                       |                                            |                                   | Modifica les dades a Wikidata |
|        | Can Pirotillo               | Arbúcies | masia         |                                                                     | 41° 47′ 57″ N, 2° 29′ 59″ E / 41.7992988732736°N,2.49959958970698°E                                                       |                                            |                                   | Modifica les dades a Wikidata |
|        | Can Pla del Veïnat          | Arbúcies | masia         |                                                                     | 41° 48′ 20″ N, 2° 29′ 57″ E / 41.805464464649°N,2.4993003035732°E                                                         |                                            |                                   | Modifica les dades a Wikidata |
|        | Can Poll                    | Arbúcies | masia         |                                                                     | 41° 50′ 50″ N, 2° 32′ 59″ E / 41.8472517358184°N,2.54967436337811°E                                                       |                                            |                                   | Modifica les dades a Wikidata |
|        | Can Quadres                 | Arbúcies | masia         | Estil: arquitectura popular                                         | 41° 48′ 45″ N, 2° 31′ 45″ E / 41.81261°N,2.52925°E                                                                        | bé integrant del patrimoni cultural català |                                   | Modifica les dades a Wikidata |
|        | Can Rampinya                | Arbúcies | masia         |                                                                     | 41° 49′ 21″ N, 2° 29′ 59″ E / 41.8225281554307°N,2.49969571688047°E                                                       |                                            |                                   | Modifica les dades a Wikidata |
|        | Can Ratolí                  | Arbúcies | masia         |                                                                     | 41° 49′ 48″ N, 2° 29′ 51″ E / 41.8301388003692°N,2.49758920141705°E                                                       |                                            |                                   | Modifica les dades a Wikidata |
|        | Can Riera de la Pineda      | Arbúcies | masia         | Estil: arquitectura popular                                         | 41° 49′ 23″ N, 2° 32′ 07″ E / 41.82295°N,2.53533°E                                                                        | bé integrant del patrimoni cultural català | Can Riera de la Pineda (Arbúcies) | Modifica les dades a Wikidata |
|        | Can Roc                     | Arbúcies | masia         |                                                                     | 41° 48′ 10″ N, 2° 30′ 52″ E / 41.8027669251217°N,2.51437882275761°E                                                       |                                            |                                   | Modifica les dades a Wikidata |
|        | Can Roca                    | Arbúcies | masia castell |                                                                     | 41° 51′ 59″ N, 2° 31′ 12″ E / 41.86632°N,2.52012°E                                                                        | bé integrant del patrimoni cultural català |                                   | Modifica les dades a Wikidata |
|        | Can Rosquelles              | Arbúcies | masia         |                                                                     | 41° 50′ 32″ N, 2° 26′ 54″ E / 41.842159377752°N,2.4484260297247°E                                                         |                                            |                                   | Modifica les dades a Wikidata |
|        | Can Sautó                   | Arbúcies | masia         |                                                                     | 41° 49′ 42″ N, 2° 28′ 06″ E / 41.8284040804639°N,2.46837593195609°E                                                       |                                            |                                   | Modifica les dades a Wikidata |
|        | Can Sidro                   | Arbúcies | masia         |                                                                     | 41° 51′ 04″ N, 2° 31′ 30″ E / 41.8512229466521°N,2.52487857617488°E                                                       |                                            |                                   | Modifica les dades a Wikidata |
|        | Can Sila                    | Arbúcies | masia         |                                                                     | 41° 49′ 48″ N, 2° 29′ 31″ E / 41.8300149922336°N,2.49196624030073°E                                                       |                                            |                                   | Modifica les dades a Wikidata |
|        | Can Sureda                  | Arbúcies | masia         |                                                                     | 41° 51′ 06″ N, 2° 31′ 27″ E / 41.8517698055945°N,2.52426014447732°E                                                       |                                            |                                   | Modifica les dades a Wikidata |
|        | Can Tavertet                | Arbúcies | masia         |                                                                     | 41° 51′ 36″ N, 2° 31′ 42″ E / 41.8600823100653°N,2.52842749731868°E                                                       |                                            |                                   | Modifica les dades a Wikidata |
|        | Can Titus                   | Arbúcies | masia         |                                                                     | 41° 50′ 05″ N, 2° 27′ 02″ E / 41.8347242501366°N,2.45058348373652°E                                                       |                                            |                                   | Modifica les dades a Wikidata |
|        | Can Toni Jan                | Arbúcies | masia         |                                                                     | 41° 50′ 39″ N, 2° 31′ 50″ E / 41.8441403124538°N,2.53066455641713°E                                                       |                                            |                                   | Modifica les dades a Wikidata |
|        | Can Tordera                 | Arbúcies | masia         |                                                                     | 41° 50′ 23″ N, 2° 27′ 16″ E / 41.8396606912214°N,2.45450389205697°E                                                       |                                            |                                   | Modifica les dades a Wikidata |
|        | Can Torrent                 | Arbúcies | masia         | Estil: arquitectura popular                                         | 41° 48′ 01″ N, 2° 30′ 35″ E / 41.80016°N,2.50962°E                                                                        | bé integrant del patrimoni cultural català |                                   | Modifica les dades a Wikidata |
|        | Can Vallmajor               | Arbúcies | masia         |                                                                     | 41° 48′ 37″ N, 2° 31′ 47″ E / 41.8103427344274°N,2.52976763908525°E                                                       |                                            |                                   | Modifica les dades a Wikidata |
|        | Can Valls                   | Arbúcies | masia         |                                                                     | 41° 51′ 33″ N, 2° 31′ 34″ E / 41.859235276362°N,2.52614456958063°E                                                        |                                            |                                   | Modifica les dades a Wikidata |
|        | Can Xinxa                   | Arbúcies | masia         |                                                                     | 41° 49′ 29″ N, 2° 28′ 17″ E / 41.8248333094355°N,2.47140385526395°E                                                       |                                            |                                   | Modifica les dades a Wikidata |
|        | Can Xuclanic                | Arbúcies | masia         |                                                                     | 41° 51′ 01″ N, 2° 31′ 27″ E / 41.8502290297679°N,2.52411495691775°E                                                       |                                            |                                   | Modifica les dades a Wikidata |
|        | Canaleta                    | Arbúcies | masia         |                                                                     | 41° 51′ 18″ N, 2° 32′ 46″ E / 41.85497222°N,2.54601111°E 542.9 msnm                                                       |                                            |                                   | Modifica les dades a Wikidata |
|        | Casa Nova d'Orriols         | Arbúcies | masia         |                                                                     | 41° 48′ 51″ N, 2° 31′ 49″ E / 41.8141281909769°N,2.53039009578713°E                                                       |                                            |                                   | Modifica les dades a Wikidata |
|        | Casa Nova d'en Blanc        | Arbúcies | masia         |                                                                     | 41° 48′ 17″ N, 2° 32′ 54″ E / 41.8046162534217°N,2.5482034645372°E                                                        |                                            |                                   | Modifica les dades a Wikidata |
|        | Casa Nova d'en Crous        | Arbúcies | masia         |                                                                     | 41° 48′ 59″ N, 2° 25′ 15″ E / 41.8162664790368°N,2.42071329407392°E                                                       |                                            |                                   | Modifica les dades a Wikidata |
|        | Casanova d'en Dorca         | Arbúcies | masia         |                                                                     | 41° 49′ 47″ N, 2° 28′ 04″ E / 41.8298417817334°N,2.46764147838136°E                                                       |                                            |                                   | Modifica les dades a Wikidata |
|        | Casanova d'en Vilà          | Arbúcies | masia         |                                                                     | 41° 49′ 28″ N, 2° 25′ 00″ E / 41.8244241382659°N,2.41664195124238°E                                                       |                                            |                                   | Modifica les dades a Wikidata |
|        | Casanova de Pujals          | Arbúcies | masia         |                                                                     | 41° 49′ 44″ N, 2° 30′ 39″ E / 41.8288627421483°N,2.51078567383634°E                                                       |                                            |                                   | Modifica les dades a Wikidata |
|        | Casanova del Vidal          | Arbúcies | masia         |                                                                     | 41° 49′ 01″ N, 2° 28′ 00″ E / 41.8169478707242°N,2.46655629313871°E                                                       |                                            |                                   | Modifica les dades a Wikidata |
|        | Caseta d'en Fèlix           | Arbúcies | masia         |                                                                     | 41° 48′ 42″ N, 2° 29′ 47″ E / 41.811624380995°N,2.49639755030227°E                                                        |                                            |                                   | Modifica les dades a Wikidata |
|        | Caseta d'en Rabat           | Arbúcies | masia         |                                                                     | 41° 48′ 59″ N, 2° 29′ 55″ E / 41.8162725301696°N,2.49858855646619°E                                                       |                                            |                                   | Modifica les dades a Wikidata |
|        | Castellets                  | Arbúcies | masia         |                                                                     | 41° 50′ 30″ N, 2° 27′ 02″ E / 41.8417496139677°N,2.45058361362015°E                                                       |                                            |                                   | Modifica les dades a Wikidata |
|        | Coll de Castellar           | Arbúcies | masia         |                                                                     | 41° 46′ 59″ N, 2° 32′ 11″ E / 41.7829700754613°N,2.53628547295655°E                                                       |                                            |                                   | Modifica les dades a Wikidata |
|        | Coll de Revell              | Arbúcies | masia         |                                                                     | 41° 51′ 10″ N, 2° 26′ 10″ E / 41.8528835002014°N,2.43600790450046°E                                                       |                                            |                                   | Modifica les dades a Wikidata |
|        | Dosrius                     | Arbúcies | masia         |                                                                     | 41° 49′ 41″ N, 2° 28′ 14″ E / 41.8280453228469°N,2.47065489491515°E                                                       |                                            |                                   | Modifica les dades a Wikidata |
|        | Ferrús                      | Arbúcies | masia         |                                                                     | 41° 49′ 52″ N, 2° 32′ 31″ E / 41.83112°N,2.5419°E 461 msnm                                                                | bé integrant del patrimoni cultural català |                                   | Modifica les dades a Wikidata |
|        | Fogueres de Montsoriu       | Arbúcies | masia         | Estil: arquitectura popular                                         | 41° 47′ 00″ N, 2° 31′ 29″ E / 41.78327°N,2.52477°E ca:Urbanització Fogueres de Montsoriu, ctra. Arbúcies-Breda            | bé integrant del patrimoni cultural català |                                   | Modifica les dades a Wikidata |
|        | Fontdellops                 | Arbúcies | masia         |                                                                     | 41° 47′ 37″ N, 2° 29′ 57″ E / 41.7935868780041°N,2.49923480148531°E                                                       |                                            |                                   | Modifica les dades a Wikidata |
|        | Gilesteve                   | Arbúcies | masia         |                                                                     | 41° 50′ 38″ N, 2° 27′ 20″ E / 41.8439082425471°N,2.45562416042313°E                                                       |                                            |                                   | Modifica les dades a Wikidata |
|        | Granja de Can Roca          | Arbúcies | masia         |                                                                     | 41° 52′ 04″ N, 2° 31′ 13″ E / 41.8676773936025°N,2.5202863039904°E                                                        |                                            |                                   | Modifica les dades a Wikidata |
|        | Hostal Castell              | Arbúcies | masia         | Estil: arquitectura popular                                         | 41° 48′ 54″ N, 2° 30′ 51″ E / 41.814861111111114°N,2.5140277777777778°E                                                   | bé integrant del patrimoni cultural català | Hostal Castell (Arbúcies)         | Modifica les dades a Wikidata |
|        | Mas Dalmau                  | Arbúcies | masia         |                                                                     | 41° 50′ 08″ N, 2° 30′ 25″ E / 41.8356190716716°N,2.5068441003863°E                                                        |                                            |                                   | Modifica les dades a Wikidata |
|        | Mas Duell                   | Arbúcies | masia         | Estil: arquitectura popular                                         | 41° 52′ 12″ N, 2° 31′ 19″ E / 41.87007°N,2.52207°E                                                                        | bé integrant del patrimoni cultural català |                                   | Modifica les dades a Wikidata |
|        | Mas Fogueres del Molí       | Arbúcies | masia         | Estil: arquitectura popular                                         | 41° 48′ 59″ N, 2° 31′ 16″ E / 41.81628°N,2.52105°E ca:Passeig del Doctor Carulla                                          | bé integrant del patrimoni cultural català |                                   | Modifica les dades a Wikidata |
|        | Mas Gaig                    | Arbúcies | masia         |                                                                     | 41° 49′ 33″ N, 2° 28′ 27″ E / 41.8258996783929°N,2.47414063666881°E                                                       |                                            |                                   | Modifica les dades a Wikidata |
|        | Mas Oller                   | Arbúcies | masia         |                                                                     | 41° 49′ 38″ N, 2° 28′ 06″ E / 41.8272062650074°N,2.4683978840166°E                                                        |                                            |                                   | Modifica les dades a Wikidata |
|        | Mas Pujals                  | Arbúcies | masia         | Estil: arquitectura popular                                         | 41° 49′ 16″ N, 2° 31′ 16″ E / 41.82102°N,2.52104°E                                                                        | bé integrant del patrimoni cultural català |                                   | Modifica les dades a Wikidata |
|        | Mas Romeu                   | Arbúcies | masia         |                                                                     | 41° 50′ 32″ N, 2° 27′ 26″ E / 41.8422489365876°N,2.45709566544979°E                                                       |                                            |                                   | Modifica les dades a Wikidata |
|        | Miralpeix                   | Arbúcies | masia         |                                                                     | 41° 50′ 55″ N, 2° 31′ 11″ E / 41.8486705008506°N,2.51970556027104°E                                                       |                                            |                                   | Modifica les dades a Wikidata |
|        | Mollfulleda                 | Arbúcies | masia         | Estil: arquitectura popular                                         | 41° 49′ 10″ N, 2° 32′ 58″ E / 41.81958°N,2.5494°E                                                                         | bé integrant del patrimoni cultural català | Mollfulleda (Arbúcies)            | Modifica les dades a Wikidata |
|        | Montplet                    | Arbúcies | masia         |                                                                     | 41° 49′ 35″ N, 2° 29′ 34″ E / 41.8264071302423°N,2.49284974647777°E                                                       |                                            |                                   | Modifica les dades a Wikidata |
|        | Pla d'Úfol                  | Arbúcies | masia         |                                                                     | 41° 50′ 03″ N, 2° 26′ 16″ E / 41.8341132595731°N,2.43785880126825°E                                                       |                                            |                                   | Modifica les dades a Wikidata |
|        | Pla de Borràs               | Arbúcies | masia         |                                                                     | 41° 49′ 35″ N, 2° 25′ 17″ E / 41.8264749566336°N,2.42144013180332°E                                                       |                                            |                                   | Modifica les dades a Wikidata |
|        | Pla de Lliors               | Arbúcies | masia         |                                                                     | 41° 49′ 43″ N, 2° 27′ 29″ E / 41.828695591417°N,2.4581754654801°E                                                         |                                            |                                   | Modifica les dades a Wikidata |
|        | Pla de Pigot                | Arbúcies | masia         |                                                                     | 41° 51′ 04″ N, 2° 27′ 24″ E / 41.851205973789°N,2.4567808832804°E                                                         |                                            |                                   | Modifica les dades a Wikidata |
|        | Pla de Vicenta              | Arbúcies | masia         |                                                                     | 41° 51′ 14″ N, 2° 26′ 47″ E / 41.8538082889774°N,2.44651692095571°E                                                       |                                            |                                   | Modifica les dades a Wikidata |
|        | Pla de Xifre                | Arbúcies | masia         |                                                                     | 41° 49′ 56″ N, 2° 28′ 35″ E / 41.832215270489°N,2.47649756369138°E                                                        |                                            |                                   | Modifica les dades a Wikidata |
|        | Placastell                  | Arbúcies | masia         |                                                                     | 41° 49′ 53″ N, 2° 26′ 07″ E / 41.8313720056371°N,2.43537785975425°E                                                       |                                            |                                   | Modifica les dades a Wikidata |
|        | Pujalts de Dalt             | Arbúcies | masia         |                                                                     | 41° 51′ 26″ N, 2° 26′ 31″ E / 41.857244620829°N,2.44190913888151°E                                                        |                                            |                                   | Modifica les dades a Wikidata |
|        | Requerens                   | Arbúcies | masia         |                                                                     | 41° 48′ 02″ N, 2° 29′ 53″ E / 41.800427513899°N,2.49817042720906°E                                                        |                                            |                                   | Modifica les dades a Wikidata |
|        | Sant Climent                | Arbúcies | masia         |                                                                     | 41° 47′ 37″ N, 2° 30′ 57″ E / 41.7936313606351°N,2.51591616302811°E                                                       |                                            |                                   | Modifica les dades a Wikidata |
|        | Santa Obina                 | Arbúcies | masia         | Estil: arquitectura popular                                         | 41° 48′ 55″ N, 2° 27′ 26″ E / 41.81528°N,2.45717°E                                                                        | bé integrant del patrimoni cultural català | Santa Obina                       | Modifica les dades a Wikidata |
|        | Serrahima                   | Arbúcies | masia         | Estil: arquitectura popular                                         | 41° 50′ 39″ N, 2° 32′ 21″ E / 41.84417°N,2.53906°E                                                                        | bé integrant del patrimoni cultural català |                                   | Modifica les dades a Wikidata |
|        | Terrers                     | Arbúcies | masia         | Estil: arquitectura popular                                         | 41° 50′ 54″ N, 2° 26′ 52″ E / 41.84833°N,2.44778°E                                                                        | bé integrant del patrimoni cultural català |                                   | Modifica les dades a Wikidata |
|        | Torre de Pujals             | Arbúcies | masia         |                                                                     | 41° 50′ 29″ N, 2° 29′ 27″ E / 41.8413677452859°N,2.4908526413736°E                                                        |                                            |                                   | Modifica les dades a Wikidata |
|        | Torre de la Miranda         | Arbúcies | masia         |                                                                     | 41° 52′ 14″ N, 2° 31′ 01″ E / 41.8706091041006°N,2.51705900598853°E                                                       |                                            |                                   | Modifica les dades a Wikidata |
|        | Torre del Vent              | Arbúcies | masia         |                                                                     | 41° 50′ 18″ N, 2° 34′ 30″ E / 41.838251°N,2.574862°E 653 msnm                                                             |                                            |                                   | Modifica les dades a Wikidata |
|        | Vilafort                    | Arbúcies | masia         |                                                                     | 41° 51′ 28″ N, 2° 31′ 05″ E / 41.857784658129°N,2.5181688230696°E                                                         |                                            |                                   | Modifica les dades a Wikidata |
|        | Vilanova                    | Arbúcies | masia         |                                                                     | 41° 47′ 59″ N, 2° 27′ 57″ E / 41.7996238581109°N,2.46576110985613°E                                                       |                                            | Vilanova (Arbúcies)               | Modifica les dades a Wikidata |
|        | cal Monjo                   | Arbúcies | masia         | Estil: arquitectura popular 18th century                            | 41° 49′ 32″ N, 2° 28′ 12″ E / 41.82566°N,2.47012°E ca:El Monjo 448 msnm                                                   | bé integrant del patrimoni cultural català | Cal Monjo (Arbúcies)              | Modifica les dades a Wikidata |
|        | can Blanc                   | Arbúcies | masia         | Estil: historicisme arquitectònic arquitectura popular 16th century | 41° 48′ 31″ N, 2° 32′ 17″ E / 41.80857°N,2.53804°E ca:El Rieral 247 msnm                                                  | bé integrant del patrimoni cultural català | Can Blanc (Arbúcies)              | Modifica les dades a Wikidata |
|        | can Ferrer                  | Arbúcies | masia         | Estil: arquitectura popular 10th century                            | 41° 50′ 29″ N, 2° 28′ 26″ E / 41.84134°N,2.47399°E ca:Veïnat de can Ferrer 706 msnm                                       | bé integrant del patrimoni cultural català | Can Ferrer (Arbúcies)             | Modifica les dades a Wikidata |
|        | can Pasqual                 | Arbúcies | masia         | Estil: arquitectura popular 16th century                            | 41° 48′ 04″ N, 2° 32′ 41″ E / 41.80102°N,2.54486°E ca:El Rieral 221 msnm                                                  | bé integrant del patrimoni cultural català | Can Pasqual (Arbúcies)            | Modifica les dades a Wikidata |
|        | can Pujató                  | Arbúcies | masia         | Estil: arquitectura popular 17th century                            | 41° 48′ 40″ N, 2° 32′ 13″ E / 41.81103°N,2.53704°E ca:El Rieral 273 msnm                                                  | bé integrant del patrimoni cultural català | Can Pujató (Arbúcies)             | Modifica les dades a Wikidata |
|        | el Bodaixó                  | Arbúcies | masia         | Estil: arquitectura popular                                         | 41° 49′ 51″ N, 2° 33′ 13″ E / 41.83078°N,2.55361°E                                                                        | bé integrant del patrimoni cultural català |                                   | Modifica les dades a Wikidata |
|        | el Boixaus Xic              | Arbúcies | masia         |                                                                     | 41° 49′ 47″ N, 2° 28′ 15″ E / 41.8296312528274°N,2.47081042586178°E                                                       |                                            |                                   | Modifica les dades a Wikidata |
|        | el Buixaus                  | Arbúcies | masia         | Estil: arquitectura popular                                         | 41° 48′ 43″ N, 2° 27′ 26″ E / 41.81197°N,2.45735°E                                                                        | bé integrant del patrimoni cultural català | El Buixaus                        | Modifica les dades a Wikidata |
|        | el Campàs Nou               | Arbúcies | masia         |                                                                     | 41° 48′ 36″ N, 2° 27′ 05″ E / 41.809878045265°N,2.45138575011562°E                                                        |                                            |                                   | Modifica les dades a Wikidata |
|        | el Campàs Vell              | Arbúcies | masia         |                                                                     | 41° 48′ 43″ N, 2° 27′ 08″ E / 41.811854387018°N,2.45218755615164°E                                                        |                                            |                                   | Modifica les dades a Wikidata |
|        | el Castell                  | Arbúcies | masia         |                                                                     | 41° 49′ 58″ N, 2° 29′ 35″ E / 41.832848378216°N,2.49314815602535°E                                                        |                                            |                                   | Modifica les dades a Wikidata |
|        | el Colls                    | Arbúcies | masia         |                                                                     | 41° 48′ 27″ N, 2° 28′ 07″ E / 41.8075186337518°N,2.46871717605782°E                                                       |                                            |                                   | Modifica les dades a Wikidata |
|        | el Congost                  | Arbúcies | masia         | Estil: arquitectura popular                                         | 41° 49′ 02″ N, 2° 29′ 37″ E / 41.81721°N,2.49348°E                                                                        | bé integrant del patrimoni cultural català |                                   | Modifica les dades a Wikidata |
|        | el Crous                    | Arbúcies | masia         | Estil: arquitectura popular 15th century                            | 41° 49′ 21″ N, 2° 26′ 09″ E / 41.82252°N,2.43576°E ca:Lliors 643 msnm                                                     | bé integrant del patrimoni cultural català | El Crous (Arbúcies)               | Modifica les dades a Wikidata |
|        | el Foguer                   | Arbúcies | masia         |                                                                     | 41° 47′ 50″ N, 2° 32′ 50″ E / 41.7971096441644°N,2.54723308611973°E                                                       |                                            |                                   | Modifica les dades a Wikidata |
|        | el Govern                   | Arbúcies | masia         |                                                                     | 41° 50′ 51″ N, 2° 31′ 26″ E / 41.8474628071822°N,2.52384635523249°E                                                       |                                            |                                   | Modifica les dades a Wikidata |
|        | el Graners                  | Arbúcies | masia         |                                                                     | 41° 48′ 23″ N, 2° 27′ 17″ E / 41.8064625372154°N,2.45477356301842°E                                                       |                                            |                                   | Modifica les dades a Wikidata |
|        | el Guacs                    | Arbúcies | masia         |                                                                     | 41° 47′ 50″ N, 2° 29′ 40″ E / 41.797337488058°N,2.494548992334°E                                                          |                                            |                                   | Modifica les dades a Wikidata |
|        | el Gusac                    | Arbúcies | masia         |                                                                     | 41° 50′ 43″ N, 2° 33′ 16″ E / 41.845321441005°N,2.5543986634331°E                                                         |                                            |                                   | Modifica les dades a Wikidata |
|        | el Marcús                   | Arbúcies | masia         | Estil: arquitectura popular                                         | 41° 49′ 07″ N, 2° 29′ 28″ E / 41.8186°N,2.4911°E                                                                          | bé integrant del patrimoni cultural català |                                   | Modifica les dades a Wikidata |
|        | el Mataró                   | Arbúcies | masia         | Estil: arquitectura popular 17th century                            | 41° 50′ 35″ N, 2° 25′ 57″ E / 41.84317°N,2.43252°E ca:Trencall que surt de la crtra. d'Arbúcies a Coll de Ravell 789 msnm | bé integrant del patrimoni cultural català | El Mataró de Cerdans              | Modifica les dades a Wikidata |
|        | el Morer                    | Arbúcies | masia         | Estil: arquitectura popular                                         | 41° 48′ 10″ N, 2° 31′ 01″ E / 41.80275°N,2.51684°E ca:Camí que surt de la crtra. d'Arbúcies a Hostalric                   | bé integrant del patrimoni cultural català |                                   | Modifica les dades a Wikidata |
|        | el Pla de Joanet            | Arbúcies | masia         |                                                                     | 41° 51′ 04″ N, 2° 31′ 53″ E / 41.8510969035035°N,2.53146901846015°E                                                       |                                            |                                   | Modifica les dades a Wikidata |
|        | el Planot                   | Arbúcies | masia         |                                                                     | 41° 48′ 51″ N, 2° 27′ 18″ E / 41.814038651957°N,2.45504642571786°E                                                        |                                            |                                   | Modifica les dades a Wikidata |
|        | el Pol                      | Arbúcies | masia         |                                                                     | 41° 47′ 56″ N, 2° 33′ 08″ E / 41.7988048925175°N,2.55232477396784°E                                                       |                                            |                                   | Modifica les dades a Wikidata |
|        | el Pradell                  | Arbúcies | masia         |                                                                     | 41° 49′ 19″ N, 2° 29′ 04″ E / 41.821911834698°N,2.48456478161569°E                                                        |                                            |                                   | Modifica les dades a Wikidata |
|        | el Pujol                    | Arbúcies | masia         |                                                                     | 41° 49′ 53″ N, 2° 27′ 59″ E / 41.8312863595504°N,2.46644930407531°E                                                       |                                            |                                   | Modifica les dades a Wikidata |
|        | el Regàs                    | Arbúcies | masia         | Estil: arquitectura popular                                         | 41° 49′ 27″ N, 2° 27′ 09″ E / 41.824166666667°N,2.4525°E ca:Lliors                                                        | bé integrant del patrimoni cultural català | El Regàs (Arbúcies)               | Modifica les dades a Wikidata |
|        | el Replà del Morer          | Arbúcies | masia         |                                                                     | 41° 48′ 14″ N, 2° 31′ 23″ E / 41.8037939188697°N,2.523026223351°E                                                         |                                            |                                   | Modifica les dades a Wikidata |
|        | el Reurell                  | Arbúcies | masia         |                                                                     | 41° 50′ 24″ N, 2° 33′ 04″ E / 41.840078398358°N,2.55098934054345°E                                                        |                                            |                                   | Modifica les dades a Wikidata |
|        | el Roters                   | Arbúcies | masia         |                                                                     | 41° 47′ 58″ N, 2° 29′ 18″ E / 41.7993661711569°N,2.48829638468441°E                                                       |                                            |                                   | Modifica les dades a Wikidata |
|        | el Serrat                   | Arbúcies | masia         | Estil: arquitectura popular 18th century                            | 41° 50′ 32″ N, 2° 25′ 41″ E / 41.84234°N,2.42795°E ca:Trencall que surt de la crtra. d'Arbúcies a Coll de Ravell 853 msnm | bé integrant del patrimoni cultural català | El Serrat (Arbúcies)              | Modifica les dades a Wikidata |
|        | el Solei                    | Arbúcies | masia         |                                                                     | 41° 48′ 52″ N, 2° 27′ 37″ E / 41.8145582291611°N,2.46017096371544°E                                                       |                                            |                                   | Modifica les dades a Wikidata |
|        | el Verdeguer                | Arbúcies | masia         |                                                                     | 41° 47′ 45″ N, 2° 32′ 54″ E / 41.7958353818181°N,2.54843364690995°E                                                       |                                            |                                   | Modifica les dades a Wikidata |
|        | el Vidal                    | Arbúcies | masia         | Estil: arquitectura modernista                                      | 41° 49′ 04″ N, 2° 28′ 47″ E / 41.817777777778°N,2.4797222222222°E ca:Camí que surt de la crtra. d'Arbúcies a Viladrau     | bé integrant del patrimoni cultural català | El Vidal (Arbúcies)               | Modifica les dades a Wikidata |
|        | el Vilar                    | Arbúcies | masia         | Estil: arquitectura popular                                         | 41° 48′ 32″ N, 2° 28′ 52″ E / 41.80891°N,2.48112°E                                                                        | bé integrant del patrimoni cultural català |                                   | Modifica les dades a Wikidata |
|        | el Vimeners                 | Arbúcies | masia         |                                                                     | 41° 51′ 29″ N, 2° 31′ 32″ E / 41.8580712888627°N,2.52563510088621°E                                                       |                                            |                                   | Modifica les dades a Wikidata |
|        | els Vinyets                 | Arbúcies | masia         |                                                                     | 41° 49′ 22″ N, 2° 28′ 51″ E / 41.8227511939003°N,2.48094565664169°E                                                       |                                            |                                   | Modifica les dades a Wikidata |
|        | l'Olivar                    | Arbúcies | masia         |                                                                     | 41° 49′ 45″ N, 2° 28′ 23″ E / 41.8290645229121°N,2.47292252949795°E                                                       |                                            |                                   | Modifica les dades a Wikidata |
|        | la Casanova d'en Pasqual    | Arbúcies | masia         |                                                                     | 41° 47′ 54″ N, 2° 32′ 39″ E / 41.7984128191058°N,2.54423879533011°E                                                       |                                            |                                   | Modifica les dades a Wikidata |
|        | la Casanova d'en Torrent    | Arbúcies | masia         |                                                                     | 41° 47′ 46″ N, 2° 31′ 03″ E / 41.7959797279033°N,2.51747524780779°E                                                       |                                            |                                   | Modifica les dades a Wikidata |
|        | la Casanova de n'Iglésies   | Arbúcies | masia         |                                                                     | 41° 51′ 28″ N, 2° 31′ 50″ E / 41.857763°N,2.530542°E 678 msnm                                                             |                                            |                                   | Modifica les dades a Wikidata |
|        | la Casanova del Monjo       | Arbúcies | masia         |                                                                     | 41° 49′ 28″ N, 2° 28′ 53″ E / 41.8243829070529°N,2.48126964309369°E                                                       |                                            |                                   | Modifica les dades a Wikidata |
|        | la Casanova del Pont Cremat | Arbúcies | masia         |                                                                     | 41° 48′ 30″ N, 2° 32′ 02″ E / 41.8082606186024°N,2.53381579909586°E                                                       |                                            |                                   | Modifica les dades a Wikidata |
|        | la Casica                   | Arbúcies | masia         |                                                                     | 41° 49′ 07″ N, 2° 32′ 11″ E / 41.8184852354031°N,2.53647485049652°E                                                       |                                            |                                   | Modifica les dades a Wikidata |
|        | la Cornellana               | Arbúcies | masia         |                                                                     | 41° 49′ 54″ N, 2° 28′ 16″ E / 41.831767413493°N,2.47114207834744°E                                                        |                                            |                                   | Modifica les dades a Wikidata |
|        | la Cortina                  | Arbúcies | masia         | Estil: arquitectura popular 18th century                            | 41° 48′ 42″ N, 2° 28′ 13″ E / 41.81157°N,2.47037°E ca:El Monjo 702 msnm                                                   | bé integrant del patrimoni cultural català | La Cortina                        | Modifica les dades a Wikidata |
|        | la Cortina de Sant Miquel   | Arbúcies | masia         |                                                                     | 41° 50′ 27″ N, 2° 33′ 38″ E / 41.840841367351°N,2.5604520481858°E                                                         |                                            |                                   | Modifica les dades a Wikidata |
|        | la Cortinoia                | Arbúcies | masia         | Estil: arquitectura popular                                         | 41° 48′ 46″ N, 2° 28′ 11″ E / 41.81282°N,2.46969°E                                                                        | bé integrant del patrimoni cultural català | La Cortinoia (Arbúcies)           | Modifica les dades a Wikidata |
|        | la Formiga                  | Arbúcies | masia         |                                                                     | 41° 49′ 56″ N, 2° 32′ 39″ E / 41.8323235630784°N,2.54415487797777°E                                                       |                                            |                                   | Modifica les dades a Wikidata |
|        | la Frau                     | Arbúcies | masia         |                                                                     | 41° 50′ 17″ N, 2° 27′ 58″ E / 41.837932344223°N,2.4662134415001°E                                                         |                                            |                                   | Modifica les dades a Wikidata |
|        | la Geneta                   | Arbúcies | masia         |                                                                     | 41° 47′ 29″ N, 2° 32′ 04″ E / 41.7914111133971°N,2.53443135854986°E                                                       |                                            |                                   | Modifica les dades a Wikidata |
|        | la Masó                     | Arbúcies | masia         |                                                                     | 41° 51′ 10″ N, 2° 32′ 08″ E / 41.8528251827598°N,2.53564874819403°E                                                       |                                            |                                   | Modifica les dades a Wikidata |
|        | la Nespla                   | Arbúcies | masia         |                                                                     | 41° 48′ 47″ N, 2° 26′ 35″ E / 41.8130080837679°N,2.44299160382367°E                                                       |                                            |                                   | Modifica les dades a Wikidata |
|        | la Nou                      | Arbúcies | masia         |                                                                     | 41° 49′ 19″ N, 2° 28′ 00″ E / 41.8219470710783°N,2.46663521334065°E                                                       |                                            |                                   | Modifica les dades a Wikidata |
|        | la Paradella                | Arbúcies | masia         |                                                                     | 41° 50′ 07″ N, 2° 29′ 41″ E / 41.835148°N,2.494735°E                                                                      | bé integrant del patrimoni cultural català |                                   | Modifica les dades a Wikidata |
|        | les Femades                 | Arbúcies | masia         |                                                                     | 41° 50′ 11″ N, 2° 34′ 41″ E / 41.8362542275488°N,2.5781147524118°E                                                        |                                            |                                   | Modifica les dades a Wikidata |
|        | les Planes d'en Roca        | Arbúcies | masia         |                                                                     | 41° 51′ 54″ N, 2° 31′ 27″ E / 41.865014962007°N,2.5241391041229°E                                                         |                                            |                                   | Modifica les dades a Wikidata |
|        | les Planes de la Masó       | Arbúcies | masia         |                                                                     | 41° 51′ 25″ N, 2° 32′ 15″ E / 41.856963257671°N,2.5374511823519°E                                                         |                                            |                                   | Modifica les dades a Wikidata |
|        | mas Puig                    | Arbúcies | masia         | Estil: arquitectura popular 18th century                            | 41° 48′ 34″ N, 2° 29′ 26″ E / 41.8095°N,2.49058°E ca:Al sud-oest del nucli d'Arbúcies 555 msnm                            | bé integrant del patrimoni cultural català | Mas Puig (Arbúcies)               | Modifica les dades a Wikidata |

## molí d'aigua
| imatge | Nom                 | Ubicat a                    | instància de | Detalls                     | coordenades | Protecció                                  | Commons (més fotos) | Dades a WD                    |
| ------ | ------------------- | --------------------------- | ------------ | --------------------------- | --- | ------------------------------------------ | ------------------- | ----------------------------- |
|        | Molí de Ca n'Aulet  | Arbúcies                    | molí d'aigua | Estil: arquitectura popular | 41° 50′ 31″ N, 2° 30′ 55″ E / 41.84181°N,2.51522°E                                                                             | bé integrant del patrimoni cultural català |                     | Modifica les dades a Wikidata |
|        | Molí de les Feixes  | Arbúcies                    | molí d'aigua |                             | 41° 49′ 53″ N, 2° 27′ 35″ E / 41.8312637859706°N,2.45969342337285°E                                                            |                                            |                     | Modifica les dades a Wikidata |
|        | Molí del Regàs      | Arbúcies                    | molí d'aigua | Estil: arquitectura popular | 41° 49′ 27″ N, 2° 27′ 11″ E / 41.82426°N,2.45293°E                                                                             | bé integrant del patrimoni cultural català |                     | Modifica les dades a Wikidata |
|        | el Molí Sec         | Arbúcies                    | molí d'aigua |                             | 41° 49′ 23″ N, 2° 31′ 00″ E / 41.8231686189352°N,2.51675338737843°E 300 msnm                                                   |                                            |                     | Modifica les dades a Wikidata |
|        | el Molí de Riudecòs | Arbúcies Sant Hilari Sacalm | molí d'aigua | Estil: arquitectura popular | 41° 51′ 14″ N, 2° 30′ 41″ E / 41.85384°N,2.51145°E                                                                             | bé integrant del patrimoni cultural català |                     | Modifica les dades a Wikidata |
|        | molí de les Pipes   | Arbúcies                    | molí d'aigua | Estil: arquitectura popular | 41° 49′ 11″ N, 2° 29′ 39″ E / 41.81974°N,2.4941°E ca:Trencall que surt de la crtra. d'Arbúcies a Viladrau a l'alçada del km. 2 | bé integrant del patrimoni cultural català | Molí de les Pipes   | Modifica les dades a Wikidata |

## muntanya
| imatge | Nom                  | Ubicat a                             | instància de | Detalls | coordenades                                                             | Protecció | Commons (més fotos)              | Dades a WD                    |
| ------ | -------------------- | ------------------------------------ | ------------ | ------- | ----------------------------------------------------------------------- | --------- | -------------------------------- | ----------------------------- |
|        | Puig Arboç           | Arbúcies                             | muntanya     |         | 41° 49′ 06″ N, 2° 25′ 31″ E / 41.81821361°N,2.425325°E 934.7 msnm       |           |                                  | Modifica les dades a Wikidata |
|        | Roca d'en Pla        | Arbúcies                             | muntanya     |         | 41° 52′ 13″ N, 2° 31′ 35″ E / 41.870315°N,2.526497°E 903.7 msnm         |           | Roca d'en Pla                    | Modifica les dades a Wikidata |
|        | Roca del Tintorer    | Arbúcies                             | muntanya     |         | 41° 49′ 59″ N, 2° 27′ 29″ E / 41.83296944°N,2.45798889°E 652.4 msnm     |           |                                  | Modifica les dades a Wikidata |
|        | Serrat de la Roquera | Arbúcies                             | muntanya     |         | 41° 50′ 56″ N, 2° 25′ 56″ E / 41.849°N,2.43229°E 900.6 msnm             |           |                                  | Modifica les dades a Wikidata |
|        | Turó d'en Puig       | Arbúcies                             | muntanya     |         | 41° 50′ 54″ N, 2° 27′ 59″ E / 41.8484°N,2.46649°E 916 msnm              |           | Turó d'en Puig                   | Modifica les dades a Wikidata |
|        | Turó de Mas Coll     | Sant Hilari Sacalm Arbúcies          | muntanya     |         | 41° 51′ 12″ N, 2° 28′ 21″ E / 41.85325833°N,2.47244722°E 824.7 msnm     |           |                                  | Modifica les dades a Wikidata |
|        | Turó de Montcortal   | Arbúcies                             | muntanya     |         | 41° 49′ 46″ N, 2° 28′ 53″ E / 41.8294°N,2.48129°E 652.5 msnm            |           |                                  | Modifica les dades a Wikidata |
|        | Turó de Montfort     | Riells i Viabrea Arbúcies            | muntanya     |         | 41° 47′ 35″ N, 2° 30′ 37″ E / 41.79316667°N,2.51019722°E 735.3 msnm     |           |                                  | Modifica les dades a Wikidata |
|        | Turó de Montsoriu    | Sant Feliu de Buixalleu Arbúcies     | muntanya     |         | 41° 46′ 58″ N, 2° 32′ 26″ E / 41.7827714155°N,2.54064315408°E 633 msnm  |           | Turó de Montsoriu                | Modifica les dades a Wikidata |
|        | Turó de Vilanova     | Arbúcies                             | muntanya     |         | 41° 48′ 07″ N, 2° 28′ 03″ E / 41.8019°N,2.46758°E 1080.8 msnm           |           |                                  | Modifica les dades a Wikidata |
|        | Turó de Vilarmau     | Arbúcies                             | muntanya     |         | 41° 50′ 02″ N, 2° 25′ 27″ E / 41.8338°N,2.42415°E 1074.3 msnm           |           |                                  | Modifica les dades a Wikidata |
|        | Turó de la Brolla    | Arbúcies                             | muntanya     |         | 41° 49′ 52″ N, 2° 26′ 47″ E / 41.8311°N,2.44631°E 778.4 msnm            |           |                                  | Modifica les dades a Wikidata |
|        | Turó del Tàvec       | Arbúcies                             | muntanya     |         | 41° 51′ 37″ N, 2° 31′ 20″ E / 41.8604°N,2.52211°E 807.4 msnm            |           |                                  | Modifica les dades a Wikidata |
|        | Turó del Villaró     | Arbúcies                             | muntanya     |         | 41° 49′ 30″ N, 2° 26′ 30″ E / 41.82498889°N,2.4417°E 713.9 msnm         |           | Turó del Villaró                 | Modifica les dades a Wikidata |
|        | Turó dels Ginebrons  | Arbúcies Montseny                    | muntanya     |         | 41° 48′ 14″ N, 2° 25′ 42″ E / 41.80401944°N,2.42843889°E 1207.6 msnm    |           |                                  | Modifica les dades a Wikidata |
|        | Turó dels Tudons     | Arbúcies                             | muntanya     |         | 41° 50′ 38″ N, 2° 30′ 18″ E / 41.84384444°N,2.50511111°E 579 msnm       |           |                                  | Modifica les dades a Wikidata |
|        | els Castellets       | Arbúcies Montseny                    | muntanya     |         | 41° 47′ 50″ N, 2° 26′ 36″ E / 41.79716944°N,2.44334167°E 1412.3 msnm    |           |                                  | Modifica les dades a Wikidata |
|        | les Agudes           | Fogars de Montclús Montseny Arbúcies | muntanya     |         | 41° 47′ 22″ N, 2° 26′ 38″ E / 41.7893335256°N,2.44395480371°E 1705 msnm |           | Les Agudes (Massís del Montseny) | Modifica les dades a Wikidata |
|        | turó d'Arenys        | Arbúcies                             | muntanya     |         | 41° 47′ 48″ N, 2° 28′ 33″ E / 41.7966°N,2.47579°E 1115.8 msnm           |           | Turó d'Arenys                    | Modifica les dades a Wikidata |
|        | turó de la Tremoleda | Arbúcies Viladrau                    | muntanya     |         | 41° 49′ 53″ N, 2° 24′ 42″ E / 41.83146667°N,2.41176111°E 1160.8 msnm    |           | Turó de la Tremoleda             | Modifica les dades a Wikidata |

## nucli de població
| imatge | Nom                     | Ubicat a | instància de      | Detalls | coordenades                                                         | Protecció | Commons (més fotos) | Dades a WD                    |
| ------ | ----------------------- | -------- | ----------------- | ------- | ------------------------------------------------------------------- | --------- | ------------------- | ----------------------------- |
|        | Veïnat de la Pocafarina | Arbúcies | nucli de població |         | 41° 49′ 50″ N, 2° 29′ 05″ E / 41.830618801362°N,2.4846531163072°E   |           |                     | Modifica les dades a Wikidata |
|        | el Mirador              | Arbúcies | nucli de població |         | 41° 49′ N, 2° 31′ E / 41.82°N,2.52°E 350 msnm                       |           |                     | Modifica les dades a Wikidata |
|        | el Sagrat Cor           | Arbúcies | nucli de població |         | 41° 48′ 42″ N, 2° 30′ 17″ E / 41.8117502007876°N,2.50461937540541°E |           |                     | Modifica les dades a Wikidata |
|        | la Joia del Montseny    | Arbúcies | nucli de població |         | 41° 49′ 22″ N, 2° 30′ 16″ E / 41.8227470735949°N,2.5044864558524°E  |           |                     | Modifica les dades a Wikidata |

## polígon industrial
| imatge | Nom                                 | Ubicat a | instància de       | Detalls | coordenades                                                         | Protecció | Commons (més fotos) | Dades a WD                    |
| ------ | ----------------------------------- | -------- | ------------------ | ------- | ------------------------------------------------------------------- | --------- | ------------------- | ----------------------------- |
|        | Polígon industrial Cal Xic          | Arbúcies | polígon industrial |         | 41° 48′ 54″ N, 2° 31′ 31″ E / 41.815133717234°N,2.52521763621849°E  |           |                     | Modifica les dades a Wikidata |
|        | Polígon industrial El Pont Cremat   | Arbúcies | polígon industrial |         | 41° 48′ 36″ N, 2° 31′ 57″ E / 41.8099485876316°N,2.53250335713889°E |           |                     | Modifica les dades a Wikidata |
|        | Polígon industrial Prat del Moliner | Arbúcies | polígon industrial |         | 41° 48′ 48″ N, 2° 31′ 25″ E / 41.8132261357277°N,2.52349803080243°E |           |                     | Modifica les dades a Wikidata |
|        | Polígon industrial Torres-Pujals    | Arbúcies | polígon industrial |         | 41° 49′ 43″ N, 2° 30′ 42″ E / 41.8285152752818°N,2.51167945668942°E |           |                     | Modifica les dades a Wikidata |
|        | Polígon industrial de Ca l'Aulet    | Arbúcies | polígon industrial |         | 41° 50′ 14″ N, 2° 30′ 33″ E / 41.8372141873688°N,2.50915635173449°E |           |                     | Modifica les dades a Wikidata |

## pont
| imatge | Nom                        | Ubicat a | instància de | Detalls                      | coordenades                                                         | Protecció                                  | Commons (més fotos)        | Dades a WD                    |
| ------ | -------------------------- | -------- | ------------ | ---------------------------- | ------------------------------------------------------------------- | ------------------------------------------ | -------------------------- | ----------------------------- |
|        | Pont Fora de la Vila       | Arbúcies | pont         | Estil: arquitectura popular  |                                                                     | bé integrant del patrimoni cultural català |                            | Modifica les dades a Wikidata |
|        | Pont a l'entrada del poble | Arbúcies | pont         | Estil: arquitectura popular  | 41° 48′ 52″ N, 2° 31′ 07″ E / 41.814574°N,2.518744°E                | bé integrant del patrimoni cultural català |                            | Modifica les dades a Wikidata |
|        | Pont de Cal Gall           | Arbúcies | pont         |                              | 41° 48′ 40″ N, 2° 31′ 12″ E / 41.8110856802196°N,2.51993827157396°E |                                            |                            | Modifica les dades a Wikidata |
|        | Pont de Can Blanc          | Arbúcies | pont         | Estil: arquitectura popular  |                                                                     | bé integrant del patrimoni cultural català |                            | Modifica les dades a Wikidata |
|        | Pont de Can Marcús         | Arbúcies | pont         | Estil: arquitectura popular  |                                                                     | bé integrant del patrimoni cultural català |                            | Modifica les dades a Wikidata |
|        | Pont de Can Pasqual        | Arbúcies | pont         | Estil: arquitectura popular  |                                                                     | bé integrant del patrimoni cultural català |                            | Modifica les dades a Wikidata |
|        | Pont de Can Quadres        | Arbúcies | pont         | Estil: arquitectura popular  |                                                                     | bé integrant del patrimoni cultural català |                            | Modifica les dades a Wikidata |
|        | Pont de la Vila            | Arbúcies | pont         | Estil: arquitectura popular  | 41° 49′ 01″ N, 2° 30′ 52″ E / 41.816837°N,2.514372°E                | bé integrant del patrimoni cultural català | Pont de la Vila (Arbúcies) | Modifica les dades a Wikidata |
|        | Pont del Camí al Regàs     | Arbúcies | pont         | Estil: arquitectura popular  |                                                                     | bé integrant del patrimoni cultural català |                            | Modifica les dades a Wikidata |
|        | Pont del Molí de les Pipes | Arbúcies | pont         | Estil: arquitectura romànica | 41° 49′ 12″ N, 2° 29′ 36″ E / 41.81989°N,2.49322°E                  | bé integrant del patrimoni cultural català | Pont del Molí de les Pipes | Modifica les dades a Wikidata |
|        | Pont del Monjo             | Arbúcies | pont         |                              | 41° 51′ 39″ N, 2° 28′ 12″ E / 41.8607730420558°N,2.46995131572486°E |                                            |                            | Modifica les dades a Wikidata |
|        | Viaducte de Canaleta       | Arbúcies | pont         | Hi passa: Eix Transversal    | 41° 51′ 00″ N, 2° 33′ 16″ E / 41.8499728428561°N,2.55455817568718°E |                                            |                            | Modifica les dades a Wikidata |
|        | Viaducte de Pla de Perer   | Arbúcies | pont         | Hi passa: Eix Transversal    | 41° 50′ 59″ N, 2° 28′ 33″ E / 41.8497221736145°N,2.47595731917003°E |                                            |                            | Modifica les dades a Wikidata |
|        | Viaducte de la Galtera     | Arbúcies | pont         | Hi passa: Eix Transversal    | 41° 51′ 29″ N, 2° 30′ 44″ E / 41.858014561327°N,2.51209364475901°E  |                                            |                            | Modifica les dades a Wikidata |
|        | Viaducte del Sot Gran      | Arbúcies | pont         |                              | 41° 51′ 09″ N, 2° 27′ 06″ E / 41.8526264385722°N,2.45174342019578°E |                                            |                            | Modifica les dades a Wikidata |
|        | Viaducte dels Empedrats    | Arbúcies | pont         | Hi passa: Eix Transversal    | 41° 51′ 06″ N, 2° 26′ 43″ E / 41.8517039682806°N,2.44533038918881°E |                                            |                            | Modifica les dades a Wikidata |

## rectoria
| imatge | Nom                   | Ubicat a | instància de | Detalls                     | coordenades                                                   | Protecció                                  | Commons (més fotos) | Dades a WD                    |
| ------ | --------------------- | -------- | ------------ | --------------------------- | ------------------------------------------------------------- | ------------------------------------------ | ------------------- | ----------------------------- |
|        | La Rectoria           | Arbúcies | rectoria     | Estil: gòtic flamíger       | 41° 48′ 56″ N, 2° 30′ 51″ E / 41.81546°N,2.51413°E ca:Vern, 9 | bé integrant del patrimoni cultural català |                     | Modifica les dades a Wikidata |
|        | La Rectoria de Joanet | Arbúcies | rectoria     | Estil: arquitectura popular | 41° 50′ 38″ N, 2° 31′ 40″ E / 41.84388°N,2.52784°E            | bé integrant del patrimoni cultural català |                     | Modifica les dades a Wikidata |

## serra
| imatge | Nom                    | Ubicat a                         | instància de | Detalls | coordenades                                                         | Protecció | Commons (més fotos) | Dades a WD                    |
| ------ | ---------------------- | -------------------------------- | ------------ | ------- | ------------------------------------------------------------------- | --------- | ------------------- | ----------------------------- |
|        | Muntanya de Can Fonoll | Arbúcies                         | serra        |         | 41° 49′ 35″ N, 2° 30′ 19″ E / 41.8264°N,2.50517°E 579.6 msnm        |           |                     | Modifica les dades a Wikidata |
|        | carena de la Nespla    | Arbúcies                         | serra        |         | 41° 48′ 39″ N, 2° 26′ 19″ E / 41.8109°N,2.43858°E 1127.9 msnm       |           |                     | Modifica les dades a Wikidata |
|        | el Vilà                | Arbúcies                         | serra        |         | 41° 48′ 08″ N, 2° 28′ 52″ E / 41.8022°N,2.4812°E 841.1 msnm         |           |                     | Modifica les dades a Wikidata |
|        | serra d'en Canaleta    | Arbúcies Santa Coloma de Farners | serra        |         | 41° 51′ 28″ N, 2° 32′ 58″ E / 41.8579°N,2.54952°E 699 msnm          |           |                     | Modifica les dades a Wikidata |
|        | serra d'en Pere Bord   | Arbúcies                         | serra        |         | 41° 50′ 15″ N, 2° 32′ 47″ E / 41.8376°N,2.54651°E 631.5 msnm        |           |                     | Modifica les dades a Wikidata |
|        | serra de Fogueres      | Arbúcies                         | serra        |         | 41° 49′ 46″ N, 2° 31′ 05″ E / 41.8295°N,2.51813°E 497.2 msnm        |           |                     | Modifica les dades a Wikidata |
|        | serra de Malhivern     | Arbúcies Sant Feliu de Buixalleu | serra        |         | 41° 48′ 50″ N, 2° 32′ 57″ E / 41.81398889°N,2.54920556°E 608.1 msnm |           |                     | Modifica les dades a Wikidata |

## torre de sentinella
| imatge | Nom                  | Ubicat a                  | instància de                                   | Detalls                                   | coordenades                                                                                                  | Protecció                                            | Commons (més fotos)             | Dades a WD                    |
| ------ | -------------------- | ------------------------- | ---------------------------------------------- | ----------------------------------------- | --- | ---------------------------------------------------- | ------------------------------- | ----------------------------- |
|        | Torre Montfort       | Riells i Viabrea Arbúcies | torre de sentinella                            | Estil: arquitectura romànica              | 41° 47′ 36″ N, 2° 30′ 36″ E / 41.79323°N,2.51007°E                                                           | bé d'interès cultural bé cultural d'interès local    |                                 | Modifica les dades a Wikidata |
|        | Torre de Vilarmau    | Arbúcies                  | torre de sentinella torre de telegrafia òptica | Estil: arquitectura romànica 12nd century | 41° 50′ 03″ N, 2° 25′ 29″ E / 41.83428°N,2.42478°E ca:Al Turó de Vilarmau, al nord-oest d'Arbúcies 1065 msnm | bé d'interès cultural bé cultural d'interès nacional | Torre de Vilarmau               | Modifica les dades a Wikidata |
|        | Torre de les Bruixes | Arbúcies                  | torre de sentinella                            |                                           | 41° 47′ 06″ N, 2° 32′ 26″ E / 41.784872°N,2.540676°E ca:Turó de Montsoriu, al costat del Castell 649 msnm    |                                                      | Torre de les Bruixes (Arbúcies) | Modifica les dades a Wikidata |

## túnel
| imatge | Nom                     | Ubicat a | instància de | Detalls | coordenades                                                         | Protecció | Commons (més fotos) | Dades a WD                    |
| ------ | ----------------------- | -------- | ------------ | ------- | ------------------------------------------------------------------- | --------- | ------------------- | ----------------------------- |
|        | Túnel de Coll de Revell | Arbúcies | túnel        |         | 41° 51′ 13″ N, 2° 26′ 07″ E / 41.8536271294511°N,2.43520626367739°E |           |                     | Modifica les dades a Wikidata |
|        | Túnel de Joanet         | Arbúcies | túnel        |         | 41° 51′ 00″ N, 2° 31′ 18″ E / 41.8499401189805°N,2.52178009328589°E |           |                     | Modifica les dades a Wikidata |
|        | Túnel de Mas Romeu      | Arbúcies | túnel        |         | 41° 50′ 43″ N, 2° 27′ 37″ E / 41.8452271784468°N,2.46027459591896°E |           |                     | Modifica les dades a Wikidata |
|        | Túnel de Pigot          | Arbúcies | túnel        |         | 41° 51′ 04″ N, 2° 27′ 18″ E / 41.8510474835515°N,2.45494925527881°E |           |                     | Modifica les dades a Wikidata |

## Misc
| imatge | Nom                                     | Ubicat a                         | instància de      | Detalls                                                             | coordenades | Protecció                                            | Commons (més fotos)                      | Dades a WD                    |
| ------ | --------------------------------------- | -------------------------------- | ----------------- | ------------------------------------------------------------------- | --- | ---------------------------------------------------- | ---------------------------------------- | ----------------------------- |
|        | Bassa de la Farga                       | Arbúcies                         | bassa             |                                                                     | 41° 49′ 06″ N, 2° 30′ 37″ E / 41.818333333333335°N,2.5102777777777776°E                                                         |                                                      | Bassa de la Farga                        | Modifica les dades a Wikidata |
|        | Castell de Montsoriu                    | Arbúcies Sant Feliu de Buixalleu | castell           | Estil: gòtic català                                                 | 41° 47′ 00″ N, 2° 32′ 26″ E / 41.78321111°N,2.540525°E ca:Trencall situat al km 7,5 de la carretera d'Arbúcies a Breda 632 msnm | bé d'interès cultural bé cultural d'interès nacional | Castell de Montsoriu                     | Modifica les dades a Wikidata |
|        | Fogueres de Montsoriu                   | Riells i Viabrea Arbúcies        | urbanització      |                                                                     | 41° 47′ 12″ N, 2° 31′ 29″ E / 41.786658025928°N,2.5247189984722°E                                                               |                                                      |                                          | Modifica les dades a Wikidata |
|        | Montsoriu                               | Arbúcies                         | vèrtex geodèsic   |                                                                     | 41° 46′ 59″ N, 2° 32′ 26″ E / 41.783147°N,2.540511°E 649.417 msnm                                                               |                                                      |                                          | Modifica les dades a Wikidata |
|        | Monument als donants de sang a Arbúcies | Arbúcies                         | monument          | Creador: Lawrence Gundabuka 2002-02-16 Anomenat per: donant de sang | 41° 48′ 54″ N, 2° 31′ 05″ E / 41.815133333333335°N,2.5181666666666667°E                                                         |                                                      |                                          | Modifica les dades a Wikidata |
|        | Voltes de la plaça de la Vila           | Arbúcies                         | porxe             | Estil: arquitectura popular                                         | 41° 48′ 58″ N, 2° 30′ 51″ E / 41.81597222222222°N,2.5141666666666667°E                                                          | bé integrant del patrimoni cultural català           | Voltes de la plaça de la Vila (Arbúcies) | Modifica les dades a Wikidata |
|        | carrer del Vern                         | Arbúcies                         | carrer            | Estil: arquitectura popular                                         | 41° 48′ 57″ N, 2° 30′ 51″ E / 41.81576°N,2.51408°E ca:Carrer del Vern                                                           | bé integrant del patrimoni cultural català           | Carrer del Vern (Arbúcies)               | Modifica les dades a Wikidata |
|        | casa consistorial d'Arbúcies            | Arbúcies                         | casa consistorial |                                                                     | 41° 48′ 58″ N, 2° 30′ 50″ E / 41.8161099°N,2.5138719°E                                                                          |                                                      |                                          | Modifica les dades a Wikidata |
|        | cementiri d'Arbúcies                    | Arbúcies                         | cementiri         | Estil: neoclassicisme                                               | 41° 49′ 30″ N, 2° 30′ 57″ E / 41.825°N,2.51589°E                                                                                | bé integrant del patrimoni cultural català           |                                          | Modifica les dades a Wikidata |